# Catedral de la Seu d'Urgell
La catedral de la Seu d'Urgell, anomenada Catedral de Santa Maria d'Urgell o Catedral d'Urgell, és un temple catòlic dedicat a Santa Maria situat a la Seu d'Urgell (Alt Urgell), seu catedralícia del Bisbat d'Urgell i principal temple de la diòcesi. És l'única catedral íntegrament romànica de Catalunya, considerada un exemplar únic dins el romànic català per les seves característiques italianitzants, altament visibles en l'ornamenta de la façana i la galeria oberta de la capçalera.
| «                         | És un exemple de monument construït per estrangers que no ha tingut cap influència en l'arquitectura de la regió: l'absis italià construït per Ramon Llambard, amb la seva galeria exterior de circulació, ha romàs com a exemple únic a Catalunya d'una disposició molt freqüent a Itàlia i Alemanya. | » |
| — Josep Puig i Cadafalch. | |   |

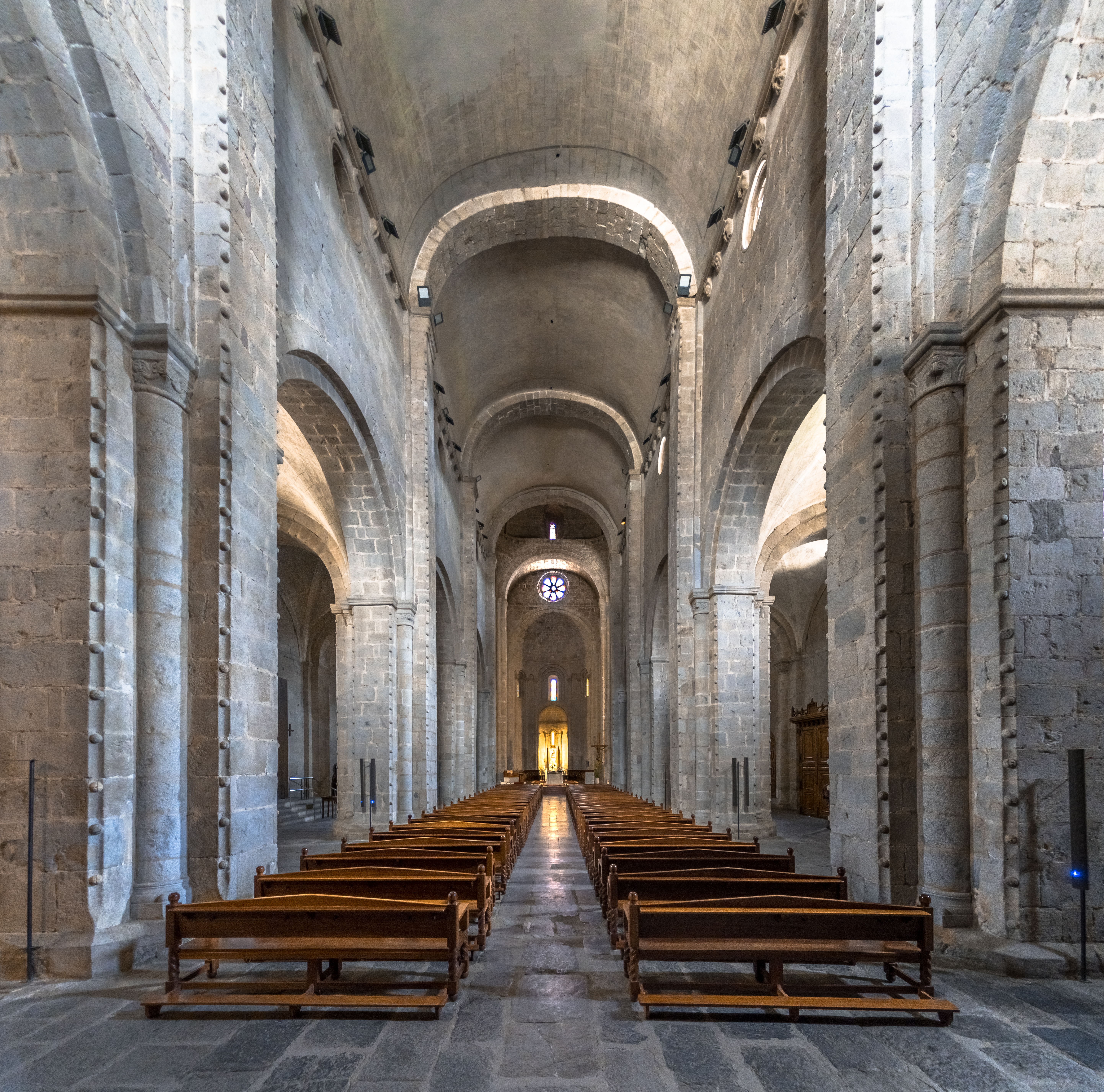
Interior del Temple, Nau Principal

El temple data del segle xii i està presidit per la Mare de Déu d'Urgell, patrona de la ciutat. Aquesta talla policromada del segle xiii, situada dins l'absidiola de l'altar major, és d'estil romànic i va ser restaurada el 1922. Sovint és anomenada Mare de Déu d'Andorra, segons la tradició havia estat amagada a Andorra durant la invasió sarraïna
Cal esmentar que la ciutat de la Seu d'Urgell pren precisament aquest nom pel fet d'ésser la seu episcopal del Bisbat d'Urgell i acollir-ne la catedral. Aquesta és la quarta catedral construïda a la diòcesi i la tercera erigida al mateix emplaçament, tot i que la primera de les tres ja fou erigida a la plana on al voltant nasqué un nou barri anomenat en llatí vicus Sedes Urgelli, és a dir barri de la Seu d'Urgell, entenent seu com a càtedra o tron d'un bisbe que exerceix una jurisdicció, església catedral i capital d'una diòcesi.

## Història
La cristianització de la ciutat romana d'Orgellia s'ha atribuït tradicionalment a un deixeble de Sant Jaume. Per bé que no es té constància documental de quan es fundà el bisbat d'Urgell, aquesta tingué lloc probablement entre el concili de Tarragona (516), on no hi consta cap bisbe d'Urgell, i el II Concili de Toledo (527) quan ja n'hi ha un. Al segle viii la ciutat caigué sota el domini islàmic, subjugació de la qual fou alliberada poques dècades després pels francs. El 793 però, quan les tropes d'Abd-al-Màlik ibn Abd-al-Wàhid es batien en retirada després de la batalla de l'Orbieu, tant la ciutat com la primitiva església episcopal, aleshores bastides dalt del turó, foren arrasades i destruïdes. Aquest fet, seguit per l'heretgia adopcionista del bisbe Fèlix d'Urgell (781-799), provocaren la crisi de la vila i el trasllat de la seu episcopal a una altra zona de la població.
A la plana, al vicus Urgelli, s'hi edificà una nova església, per bé que no fou fins a la següent generació quan es bastí una obra més adequada per a acollir la dignitat de seu episcopal. Tal com recull el document l'Acta de consagració i datació de la catedral de la Seu d'Urgell que encara es conserva a l'arxiu episcopal, que data de l'any 839, la catedral de Santa Maria del Vicus fou consagrada pel bisbe Sisebut en presència de Sunifred I (? - 848), comte d'Urgell i Cerdanya i pare de Guifré el Pilós. El Bisbat d'Urgell endegà una època de prosperitat gràcies a les permutes de béns amb Borrell II (927 - 992), comte de Barcelona i d'Urgell. Aquest poder es va manifestar en les construccions del bisbe Sant Ermengol (1010-1035): una nova catedral a l'indret on es troba l'actual, l'Església de Sant Pere i Sant Andreu, l'Església de Sant Miquel i els ponts de pedra sobre el Segre i la Valira (al Pont de Bar Vell i al Congost de Tresponts). Obres que foren finançades amb l'or musulmà de la conquesta del Baix Urgell. La vila de la plana va créixer i es va veure afavorida per l'existència d'un mercat setmanal, esmentat el 1029, i una fira coneguda el 1048, manifestant així la importància del nucli tant a la comarca com en les rutes internacionals del comerç. D'aquesta prosperitat econòmica en resultà la construcció d'una quarta catedral, l'actual, iniciada pel bisbe Sant Ot d'Urgell (1095-1122) tot i que restà inacabada degut a les lluites entre el bisbat i el Vescomte de Castellbò i el Comte de Foix, que eren protectors de l'heretgia albigesa. En aquest context, el 1195 la Seu d'Urgell va arribar a patir un setge i posterior saqueig, en el transcurs del qual l'actual catedral va tenir un important paper, ja que actuà com a veritable fortalesa i va ser la gran defensa del poble i els clergues. Tot i que li manca un bon recinte emmurallat, l'arc de Santa Maria demostra que les portes deurien estar ben fortificades.

### Catedrals

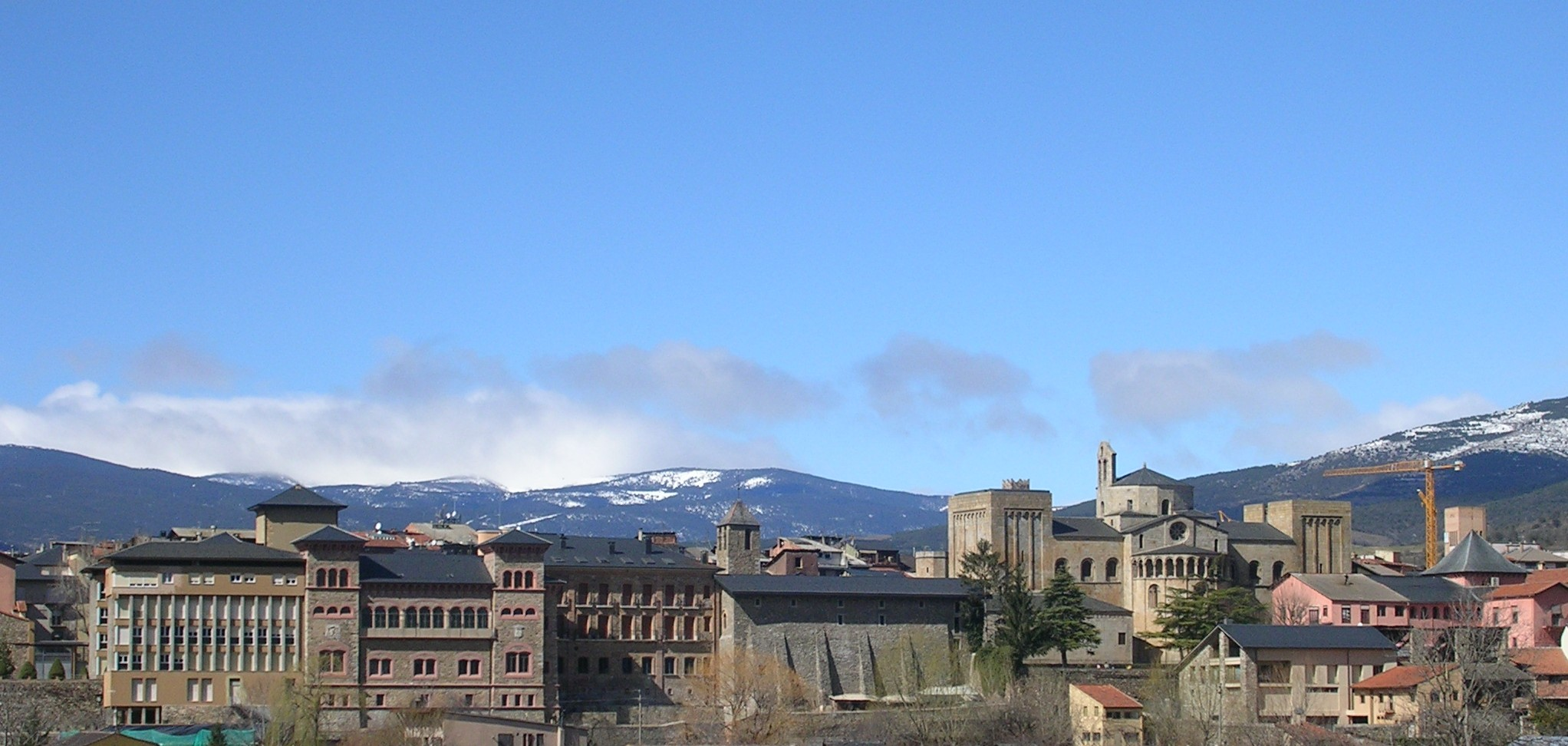
Vista parcial del nucli episcopal, a l'esquerra el Palau i a la dreta la catedral.

A la ciutat hi ha hagut fins a quatre catedrals:
- Catedral de Sant Just, segle v.
- Catedral del segle ix, consagrada l'any 839.[6]
- Catedral de Sant Ermengol, segle xi.[7]
- Catedral de Sant Ot (l'actual), segle xii.[7]

#### Catedral delsegleix
A diferència de la catedral de Sant Just, la segona catedral consagrada l'any 819, segons la falsa acta de consagració, datada cap a finals del segle x o a principis del segle xi, va ser construïda a la plana de la població, al qui dicitur Vicus d'Urgell. És a dir a l'emplaçament de l'actual catedral, substituint així l'antiga catedral visigòtica del turó «construïda pels fidels i destruïda pels infidels». Aquesta, coneguda com a Santa Maria del Vicus, era de caràcter modest donada la pobresa dels temps.

#### Catedral de Sant Ermengol
El 22 d'octubre de 1040 es va consagrar una catedral, obra de Sant Ermengol, bisbe d'Urgell entre els anys 1010 i 1035. D'aquesta catedral no se sap si les obres van tenir com objecte ampliar l'anterior catedral del segle ix o reformar-la, i va ser acabada i consagrada pel successor d'Ermengol, Eribau.
La construcció, reforma o ampliació d'aquesta catedral es creu deguda al fet que l'anterior es va quedar petita per encabir els feligresos, ja que la població augmentava arreu durant el segle x. A més de l'altar dedicat a Santa Maria, tingué cinc altars més: de Sant Esteve, del Sant Sepulcre, de Sant Just, de Sant Jaume i de Sant Ermengol, aquest últim dedicat al bisbe que poc després de la seva mort el 1035 ja era venerat com a sant.

#### Catedral de Sant Ot
L'actual catedral de Santa Maria d'Urgell fou iniciada pel Bisbe Sant Ot, entre els anys 1116 i 1122, fruit de la prosperitat de l'època. Amb la mort del bisbe Ot el 1122 les obres van avançar lentament i no va ser fins a l'arribada del bisbe Arnau de Preixens (1167-1195) que la construcció rebé un impuls decisiu. L'any 1175 es feu una contracta amb Ramon Llambard (Raimundus Lambardus), per la qual aquest es compromet en un termini de 7 anys a cloure les voltes, aixecar els campanars una filada per damunt d'elles i acabar el cimbori.
| « | En nom de Jesucrist, etern Salvador, jo Arnau, per la gràcia de Déu, bisbe d'Urgell... encomano a tu Raimund Llambard, les obres de Santa Maria, amb totes les seves propietats, és a dir, cases, terres, vinyes, rendes (...). I a més a més et concedim la pensió d'un cànon per a tota la teva vida amb la condició que tu construeixis per a nosaltres les voltes de tota l'església, fidelment i sense cap engany, aixeques les torretes de les escales o campanars, una filada per damunt de les voltes i realitzis la llanterna correcta i apropiadament amb tot el que li correspon. | » |

Es creu que aquest tal Llambard podria ser d'origen italià i d'aquí es podria desprendre la influència de l'art romànic d'estil llombard. Aquest hauria complert bàsicament l'encàrrec l'any 1182, s'havia alçat el campanar de la façana principal. A partir d'aquí no se sap com van seguir les obres, només que a finals del segle xii les obres es van interrompre a causa de la disminució de recursos econòmics provocats per les guerres i el saqueig de la Seu a mans de les tropes d'Arnau I de Castellbò i Ramon Roger I de Foix (1195-96). Més tard les obres no van continuar i algunes parts van restar inacabades fins a les restauracions que les van revestir de pedra, entre els anys 1955 i 1974.

A la catedral s'hi van fer afegits ornamentals que es van suprimir, retornant-la a l'aparença exterior original durant la reforma iniciada pel bisbe Joan Benlloch el 1918. Es va recuperar la façana septentrional de la plaça dels Oms i Josep Puig i Cadafalch va suprimir l'ornamentació neoclàssica de l'interior, feta de guix durant el segle xviii. Sobre aquest recobriment de guix Puig i Cadafalch va dir:
| «                                                                                      | En l'any 1766, de trista recordança, sentint-se influïts de la pruija de renovació d'aquells migrats temps, decidiren (els canonges) fer enguixar i enlluir tots els paraments de l'interior, encarregant-se d'executar tan dissortat projecte mestre Antón Ginot, qui demostrà tenia major traça en destruir l'obra antiga, trencant columnes i capitells i esbocinant cornises, que no en compondre l'arrebossat que en mala hora li encarregaren. | » |
| — Puig i Cadafalch, Joan, Santa Maria de la Seu d'Urgell. Barcelona, 1918, pàg. 87-91. | |   |

## El conjunt catedralici

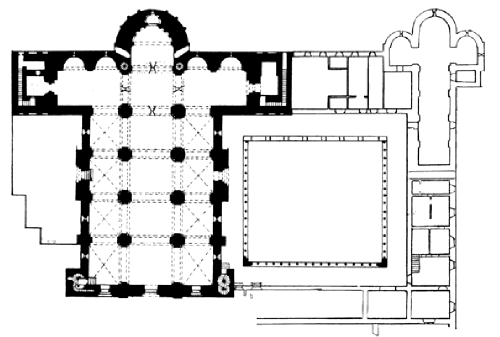
Planta

El nucli episcopal d'Urgell està format per la Catedral de Santa Maria, el claustre de la catedral que connecta amb l'església de Sant Miquel, també anomenada de Sant Pere, i el Museu Diocesà d'Urgell a l'antiga església de la Pietat i l'antiga Casa del Deganat. Darrere del conjunt catedralici es troba el Palau Episcopal. L'any 1931 el conjunt catedralici fou declarat monument històric-artístic.

### Església
La catedral té planta basilical de tres naus tallades per un transsepte que en sobresurt pels costats. Als extrems s'inicien dues torres poderoses que queden truncades, si s'haguessin construït s'avindrien amb les dues torres de la façana i el cimbori que tampoc està acabat.
Els murs són compactes de blocs de pedra granítica quadrejada i que donen una aparença a la construcció de fortalesa. Aquesta aparença també es percep a la façana tot i que és més expressiva. La nau central es prolonga a través del transsepte fins a l'obertura de l'absis, coberta amb volta de canó seguit estesa sobre els arcs formers mitjançant una cornisa suportada per mènsules que duen testes esculpides. El transsepte dona lloc a una cúpula nervada sobre petxines que s'infla sobre el tram rectangular d'intersecció sobre una cornisa sostinguda per mènsules.

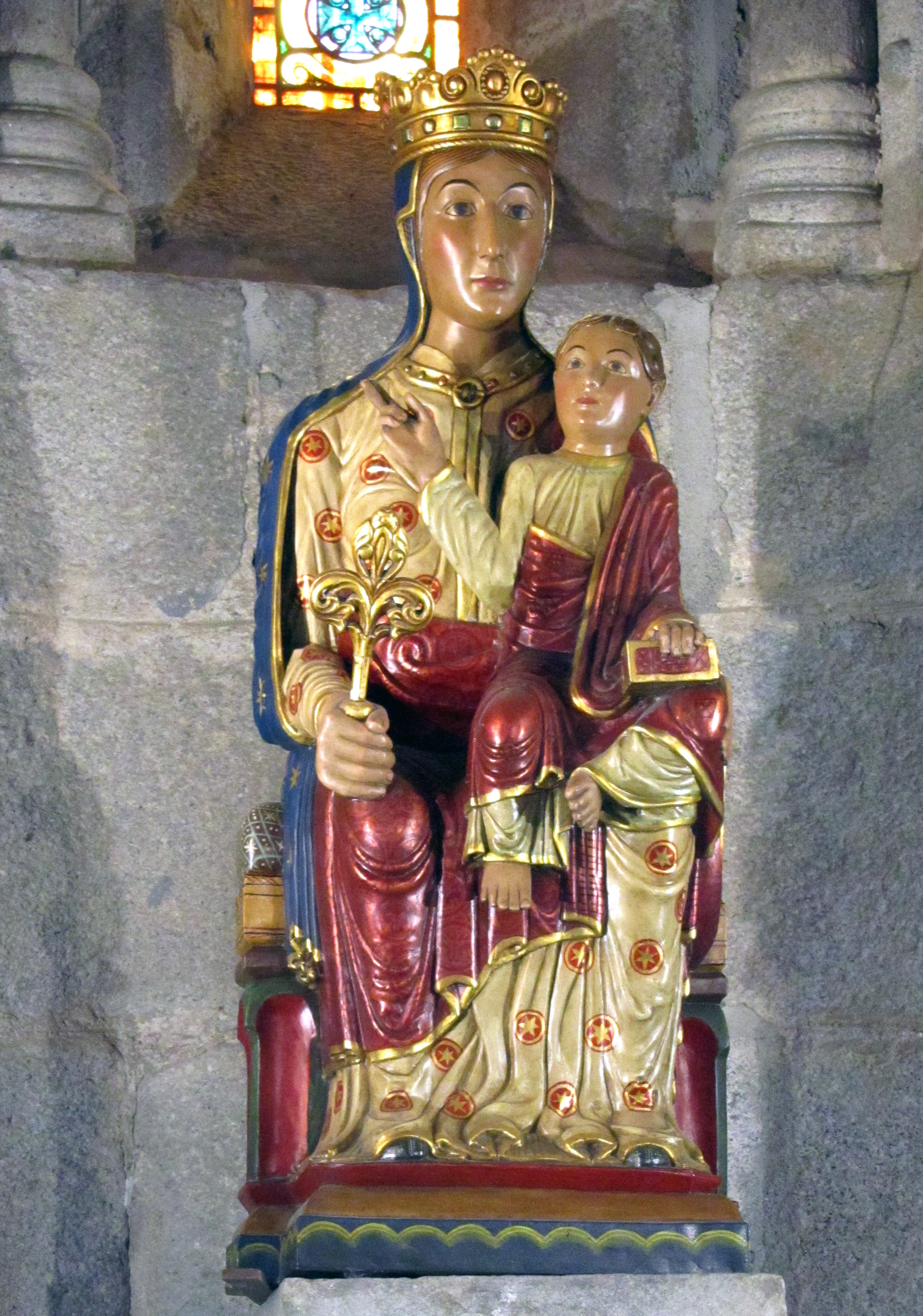
Talla de la Mare de Déu d'Urgell

Les naus laterals queden molt més baixes que la central i estan cobertes amb voltes de creueria. Els pilars divisoris de les naus, quatre per cada banda, arrenquen d'una base de creu grega un dels braços de la qual enlaira vers la nau central els arcs torals que donen les arcades de reforç a la volta de canó; els altres dos originen les arcades de comunicació de la nau central amb les col·laterals, i el darrer forma l'arc toral que subdivideix aquestes en diversos trams en conjunció amb els arcs formers per tal d'originar la creueria. Aquestes s'enlairen des dels angles sobre una columna reduïda a un quart de cercle, allotjada en els racons del pilar cruciforme, que, així, queda afectat a una base de pla octogonal.
La cobertura de l'església fou concebuda amb un sistema mixt de voltes de canó a la nau central i al transsepte, i de voltes de creueria a les naus laterals, que ja havia estat adoptat a Sant Vicenç de Cardona el 1040 i que es generalitzà al segle xii.
La catedral d'art romànic té característiques italianitzants, visibles en l'ornamenta de la façana, coronada per un esvelt campanaret amb dos pisos de finestres geminades, i en la galeria que recorre la part superior del transsepte i l'exterior de l'absis.
És un edifici de tres naus, amb un creuer extraordinàriament llarg, dotat d'una cúpula i cinc absis, dels quals només el corresponent a la nau central, amb una graciosa absidiola inscrita dins el gruix del mur de tancament i presidida per la imatge de Santa Maria, sobresurt a l'exterior.
El gruix i la solidesa dels murs, les dues torres que emmarquen la façana i les altres dues, de grans proporcions, situades als extrems del creuer, permeten de suposar que els constructors no exclogueren la possibilitat d'una eventual utilització de l'edifici, a part la destinació sacra, com a lloc de refugi i de defensa en cas d'atac o d'envaïment de la ciutat, la qual cosa, de fet, s'esdevingué en més d'una ocasió.
Res no ha romàs, en canvi, del cadirat gòtic del cor, obrat en la primera meitat del segle xv, ni del retaule, amb aplicacions d'argent, del 1350, ni tampoc del que el substituí, el 1631, de fusta policromada, inspirat en el que hi havia a la Catedral de Barcelona que va ser venut i enviat als Estats Units.

#### Façana principal

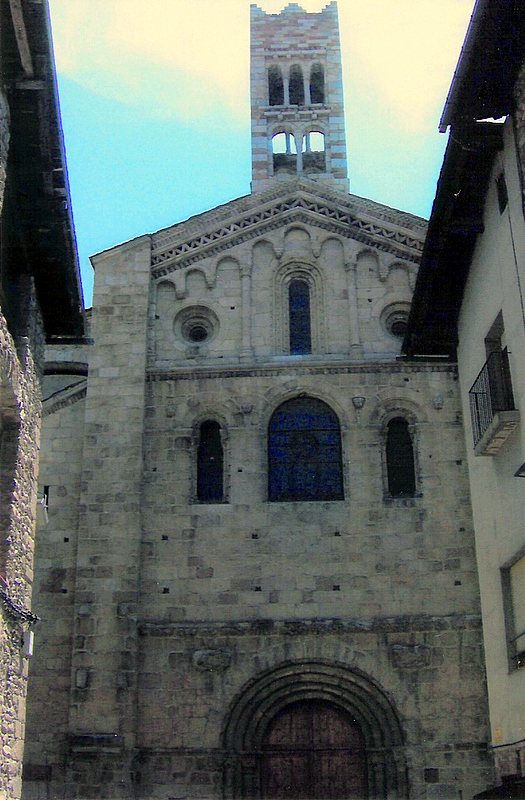
Façana principal i el campanar.

La façana principal dona a oest, al carrer de Santa Maria, ja que el temple com era costum està orientat de llevant a ponent. Aquesta de pedra bicolor, té sumptuositat en l'ornamentació que contrasta amb la resta de façanes que són més simples o amb altres temples romànics, en general d'escassa decoració. Els carreus són de granit probablement extrets del riu Valira.
Aquesta façana consta de tres portes, la central, —a diferència de les altres dues que donen accés a les naus laterals de la catedral— és molt treballada i el model es repetirà en tres altres portals del temple. Té dues columnes per banda, amb capitells, bases i unes arquivoltes de fust rodó. Als laterals i arc exteriors hi ha incrustat els «panets» romànics o «ous» símbol de la vida i la resurrecció, i petits rostres humans.
Als quatre angles del portal s'hi pot trobar figures en relleu, com lleons, un home nu estirat. Més amunt s'estén un fris esculturat on són representats, en actituds violentes, éssers humans, llops, ovelles, lleons, cavalls, rèptils i altres monstres. La rica simbologia del romànic és aquí incipient i austera. Els monstres hi són, però donaran pas, vençuts, a la Salvació, la porta de la qual franquegen.
La façana és coronada per un campanar que es trobava ocult fins a l'any 1950, ja que es trobava a l'interior de la torre del rellotge. El campanar té unes fines columnes i arcs, oberts a la llum que donen aire d'esveltesa. És un campanar de torre de dos pisos coronat, al pis inferior hi ha dues finestres geminades de mig punt a cada costat, mentre que al superior podem trobar-ne tres.

#### Portal nord

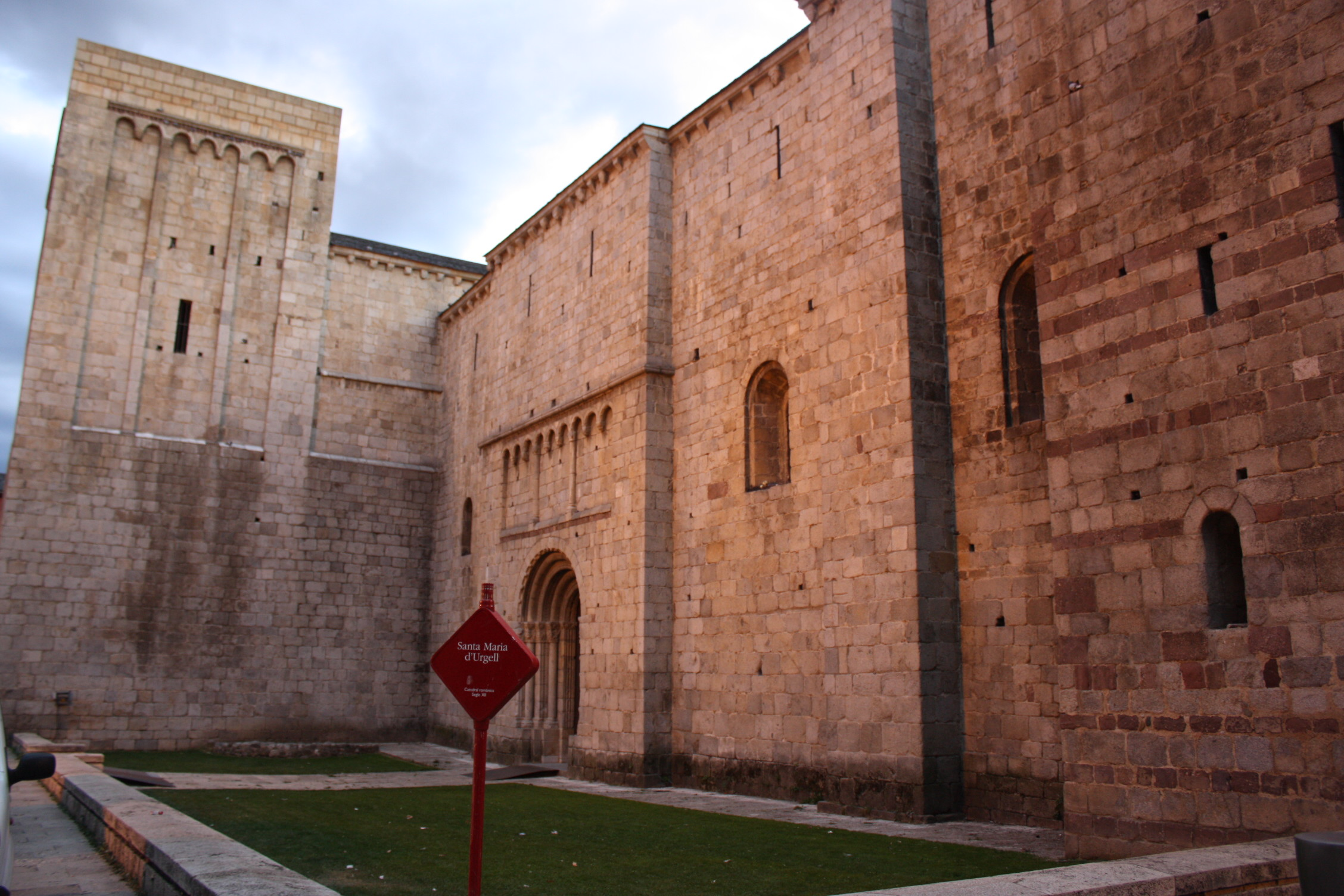
Portal nord i torre de Sant Salvador.

El portal nord dona a l'àmplia plaça dels Oms, també dita de l'Ajuntament o de la Catedral. La pared fa de contrafort, aixecada per damunt de la volta de la nau lateral. Es troben nombroses espitlleres a l'indret de les torres i a la part alta, cosa que parla de la funció defensiva que sovint hagué de realitzar.
A la teulada hi ha una cornisa simple i cada trenta centímetres hi ha mènsules ben conservades, la majoria esculpides amb rostres d'homes i animals. El portal es trobava tapat fins al 1967 a causa de l'església que des del segle xix tapava l'ample espai avui ocupat per gespa. Al voltant de la porta hi ha dues columnes, capitells amb motius zoomòrfics i vegetals.

#### Portal sud
El portal sud dona al claustre i suposa la més sumptuosa i rica de les cinc portes. Tot i que l'estructura és semblant a la resta, en aquesta hi ha una major profusió de formes. Està format per dues columnes per banda amb capitells vegetals i zoomòrfics. Les arestes incorporen una columnata amb un arc, ornades amb capets i ous, que dona una sensació exuberant al pòrtic, més baix i ample però més solemne. A cada costat hi ha unes pedres treballades, que serien els rasaments dels arcs d'un porxo o galilea, que no s'ha conservat.

#### Les torres

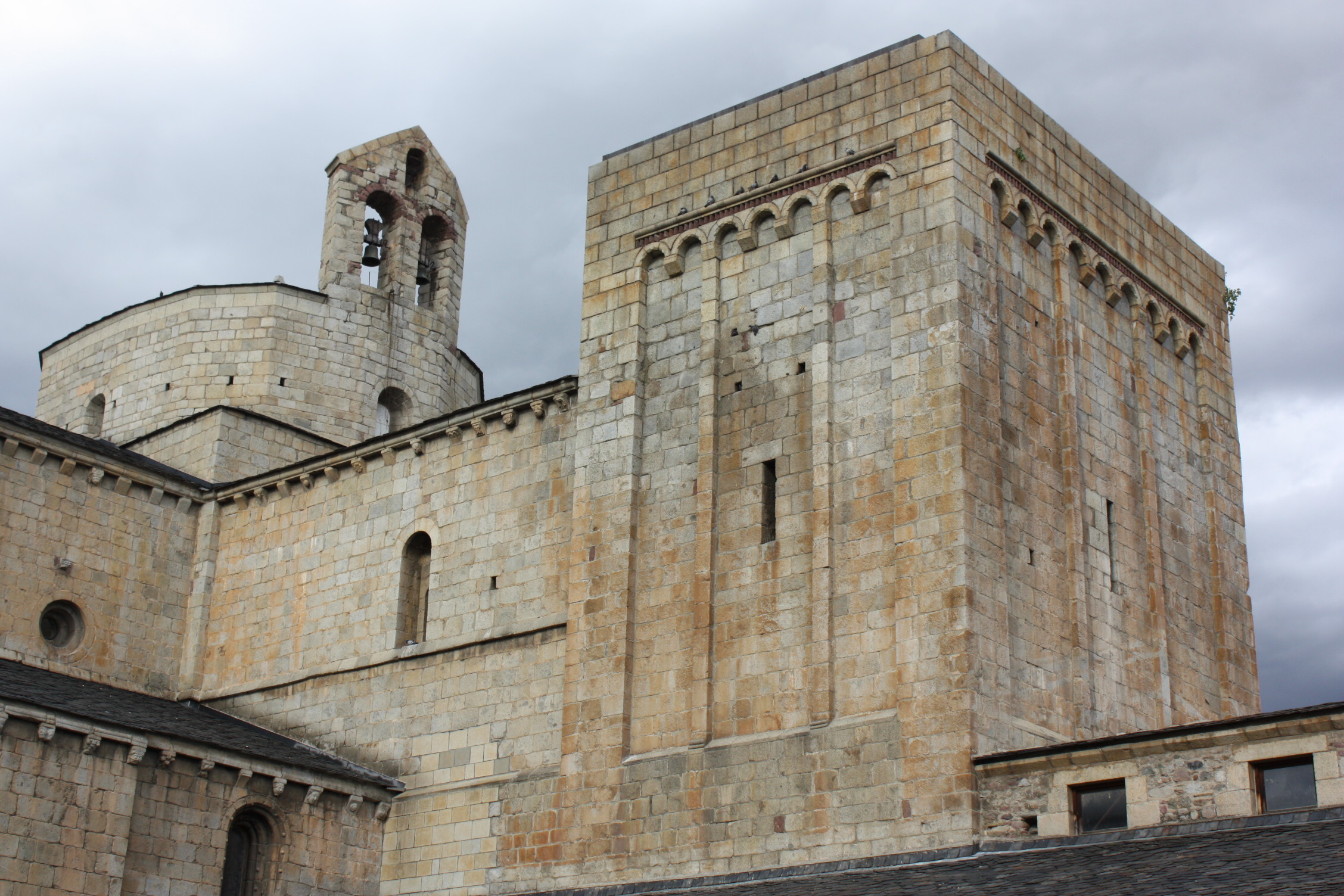
Espadanya i torre de Sant Just.

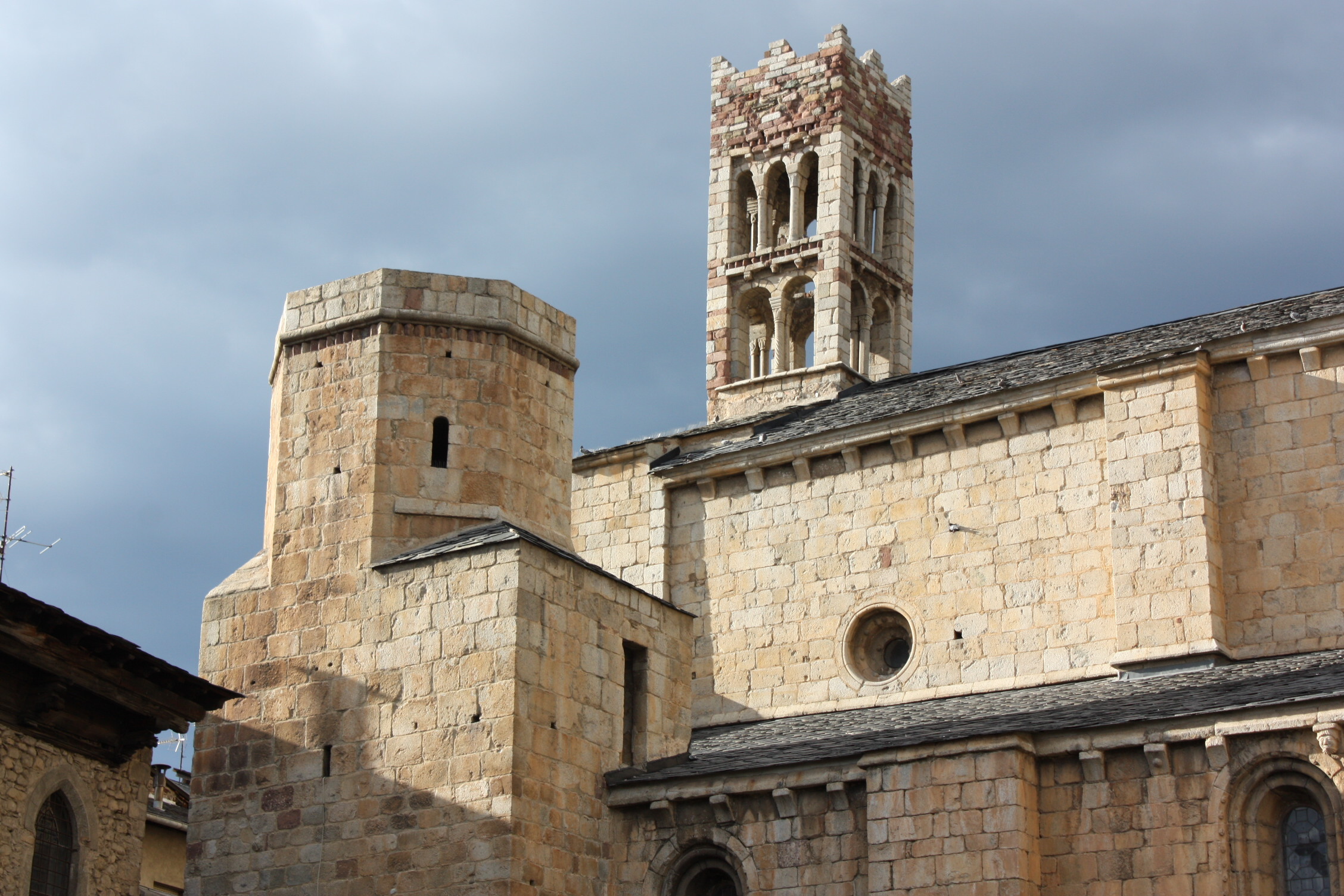
Torre del Campanar.

A més de la torre del rellotge, un campanar de dos pisos que es troba damunt de la façana principal, la catedral té dues torres més, la torre de Sant Salvador al nord i la de Sant Just que li és bessona. La torre de Sant Salvador té una base de mur semicircular que es fica sota la torre pel costat del jardí i és un vestigi de la primitiva catedral del bisbe Sisebut de l'any 839 o de la de Sant Ermengol del 1040.
Ambdues torres són quadrades, de pedra color daurat, massisses i poderoses que donen sensació de fortalesa. Tenen profundes arcuacions llombardes a la part alta i amb mènsules esculpides. L'acabament en línia rasa fa pensar que l'obra pot ser inacabada.
Les dues torres van ser projectades com a campanar, però les obres no es van acabar. A la torre de Sant Just s'hi va instal·lar el campanar durant la restauració de la dècada de 1960. L'actual té unes pantalles hidràuliques que s'obren perquè les campanades ressonin més i s'escampin per la ciutat.

#### Les campanes
La catedral acull set campanes. Quatre ubicades a la Torre de Sant Just i tres més en el campanar de cadireta; aquestes últimes sense ús.
| Nom/s                                        | Fonedor                                          | Any  | Boca (cm) | Massa (kg) |
| -------------------------------------------- | ------------------------------------------------ | ---- | --------- | ---------- |
| Ermengol                                     | Barberí (OIot, Girona)                           | 1946 | 89        | 408        |
| Santa Maria                                  | Paccard (França)                                 | 1992 | 100       | 579        |
| Sant Just,Sant Marc i Santa Bàrbara          | Ventura Manzana, Francisco Marco i Joaquín Pérez | 1754 | 103       | 633        |
| Campana del Senyor                           | Antoni Mestre i Miquel Mestre                    | 1507 | 118       | 951        |
| Campana petita de l'espadanya                | ?                                                | 1629 | 40        | 37         |
| Campana mitjana de l'espadanya, Sant Sadurní | ?                                                | 1696 | 50        | 72         |
| Campana grossa de l'espadanya                | ?                                                | XIV  | 60        | 125        |

#### L'absis

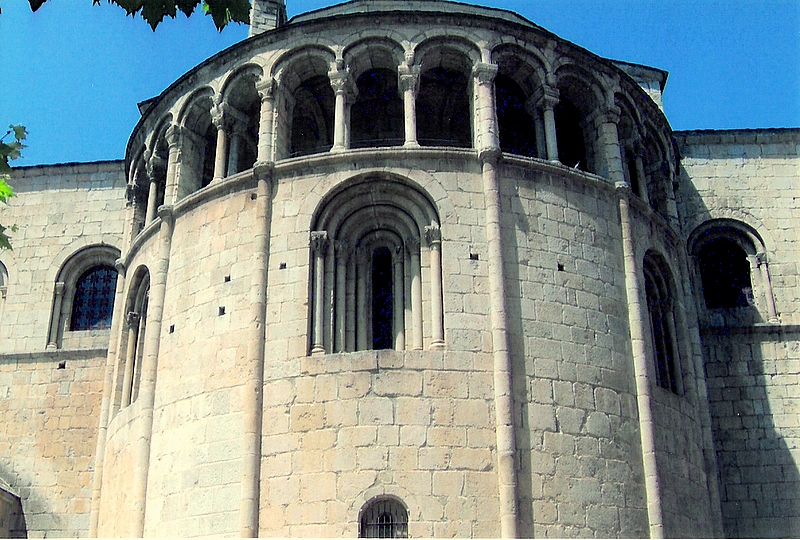
Absis vist des del Carrer de Ramon Llambart

L'exterior de l'absis es pot veure des del carrer de Ramon Llambart, abans tenia a la dreta una antiga sagristia del vi que l'amagava en part. A la part superior del cimbori s'hi pot trobar l'espadanya.
A la part baixa de l'absis hi ha una finestreta que dona llum a l'absidiola interior de Santa Maria i més amunt n'hi ha tres més grans que il·luminen el presbiteri. Les finestres superiors estan llavorades i tenen arquivoltes sobre columnes i capitells ornats amb motius florals.
Més amunt es pot veure la girola a l'estil dels millors models italians del segle xii, i té quinze arcades amb columnes geminades. Els capitells tenen motius florals i les arcades arcuacions llombardes recolades sobre cares humanes.

#### Interior i murals

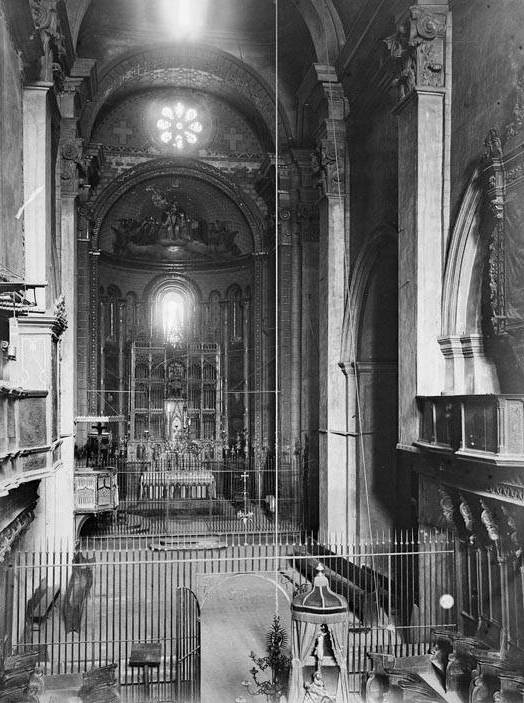
Interior de la catedral als voltants de 1907

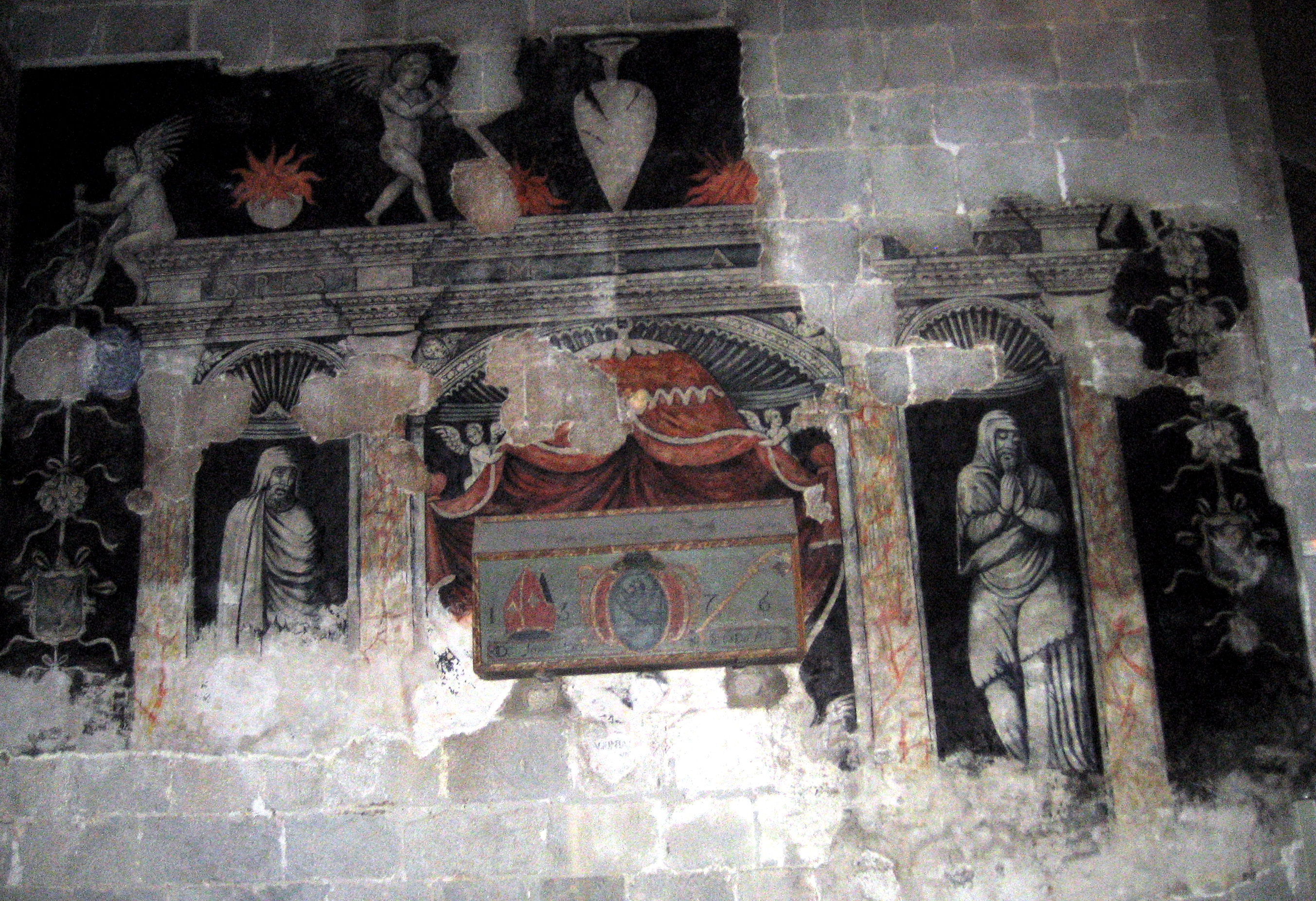
Pintures murals i tomba del bisbe Joan Despés

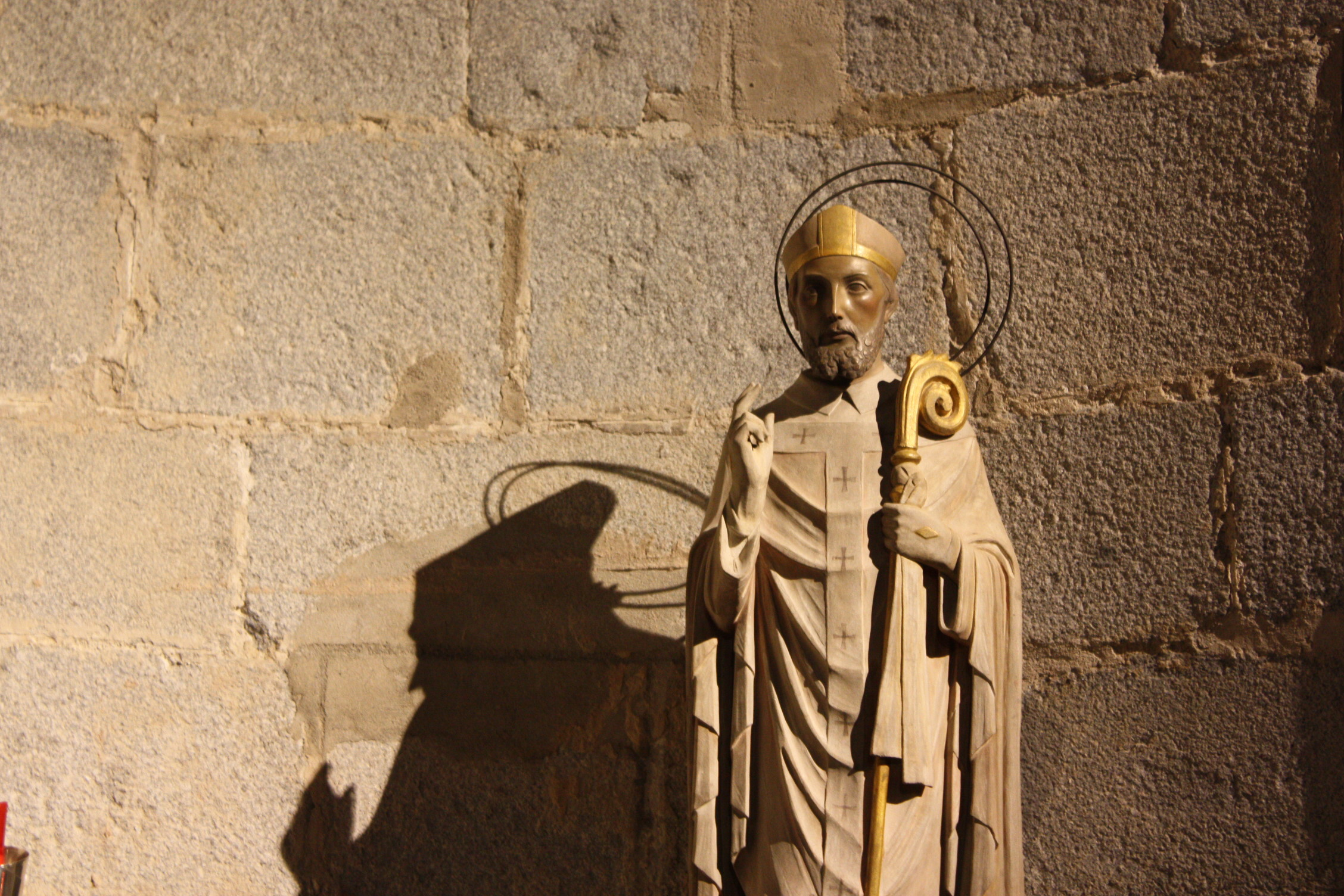
Escultura de Sant Ot.

L'interior de la catedral és fosc, ja que el romànic preferia la penombra. Quant a les pintures murals, datades del segle xiii, no se n'ha conservat cap en els emplaçaments originals, i totes foren arrencades poc després de ser descobertes, cosa que fa problemàtica la identificació de l'origen en molts casos.
Destaca la pintura mural que es trobava a la capella de Santa Caterina, fragmentada en tres parts en ser arrancada a principis del segle xx. Els fragments s'han dispersat: Un al Museu Episcopal de Vic des del 1933; el segon és propietat d'una fundació suïssa anomenada Abegg-Stiftung; i el tercer, adquirida el 2008 pel MNAC, en una entitat bancària. Aquesta obra va ser pintada entre 1242 i 1255 per decorar la capella de la catedral, a mitjan segle xvii va quedar darrere d'un retaule barroc i al poc després de ser descoberta, a principis de segle xx, va ser arrencada i venuda al mercat internacional.
Santa Caterina és imatge del triomf del dogma catòlic sobre els càtars i les pintures tracten el conflicte anticàtar en temps del bisbe d'Urgell Ponç de Vilamur (1230-1257), un moment de transició estilística entre el romànic i el gòtic.
Al mur de la part dreta del creuer hi ha unes pintures murals d'estil renaixentista que es van fer com a part de la decoració per a la col·locació de la tomba del bisbe d'Urgell Joan Despés o Joan d'Espés mort el 1530. El disseny va ser encarregat, quaranta anys més tard, a l'escultor i pintor Jeroni Xanxo, l'urna és molt senzilla realitzada en fusta amb l'escut del bisbe i les pintures representen una arquitectura amb columnes on hi ha dues figures de mida natural de «plorants» a cada costat del sarcòfag; sobre el fons pintat de negre hi destaca també la inclusió d'elements simbòlics funeraris com ara torxes cap per avall sostingudes per putti o les àmfores trencades.
A l'altar destaca la Mare de Déu d'Urgell que presideix l'absis central i l'ara d'altar paleocristiana que es remunta als orígens del Bisbat d'Urgell al segle v, es creu que és l'ara de la primera catedral i que va mantenir aquesta funció fins al segle xi. El 1996 va ser trobada durant unes excavacions del claustre, i se'n va recuperar la funció. L'ara que s'havia utilitzat fins al segle xx, és del segle xi, de marbre blanc i de factura i està exposada a l'església de Sant Miquel, ja que l'any 1962 es construí un nou altar major.

#### Retaule de Sant Ermengol

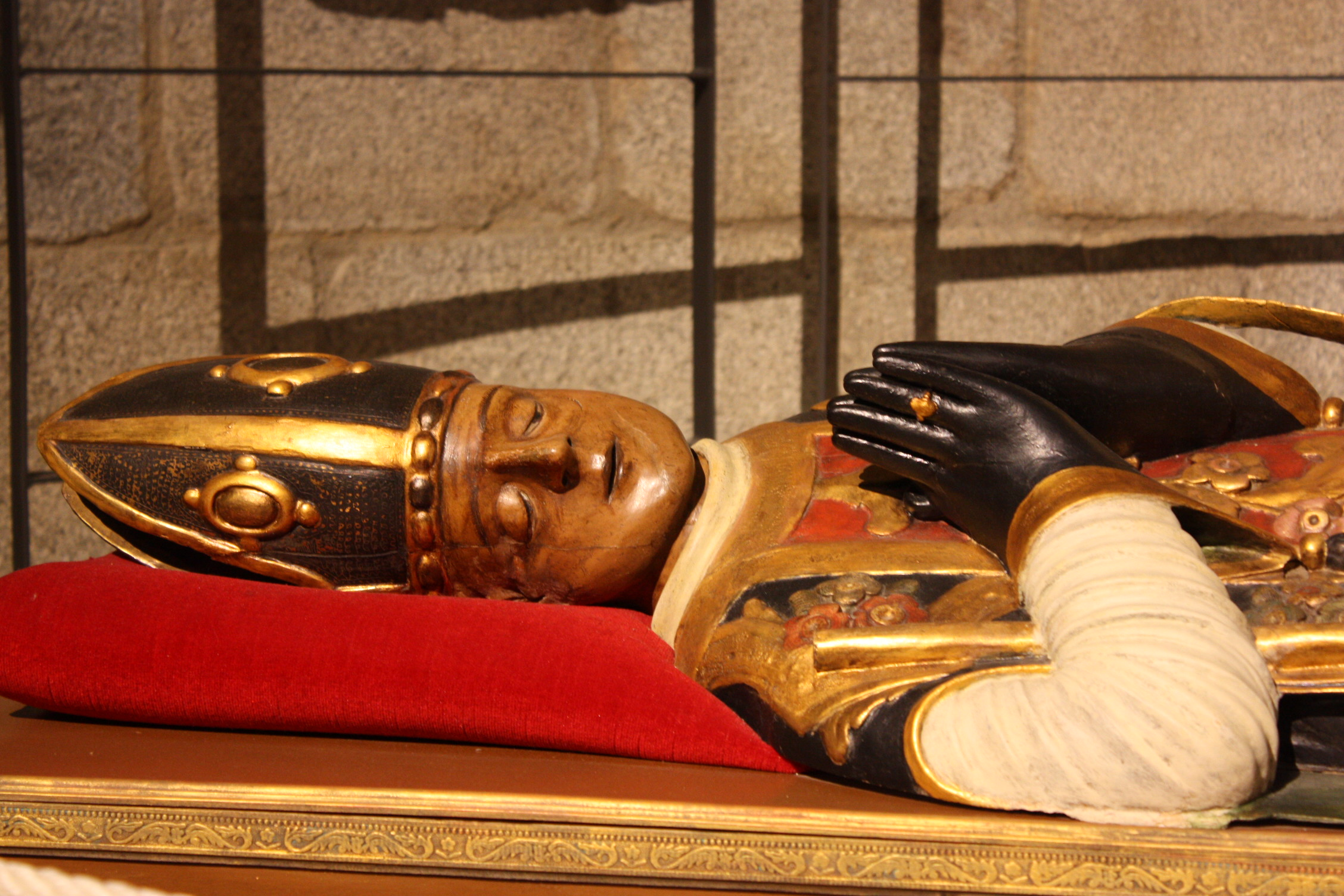
Talla del bisbe Simeó de Guinda

El retaule de Sant Ermengol a més de l'espectacle medieval que es representa a la catedral, és un retaule que data del segle xvi o xviii. Explica la vida del sant patró de la diòcesi en sis peces: La institució de la Canónica, La Conquesta de Guissona, La construcció del camí dels Tresponts, La seva caiguda al Pont de Bar, El cos del bisbe davant la catedral mentre les campanes toquen soles i La guarició d'un cec.

### El claustre

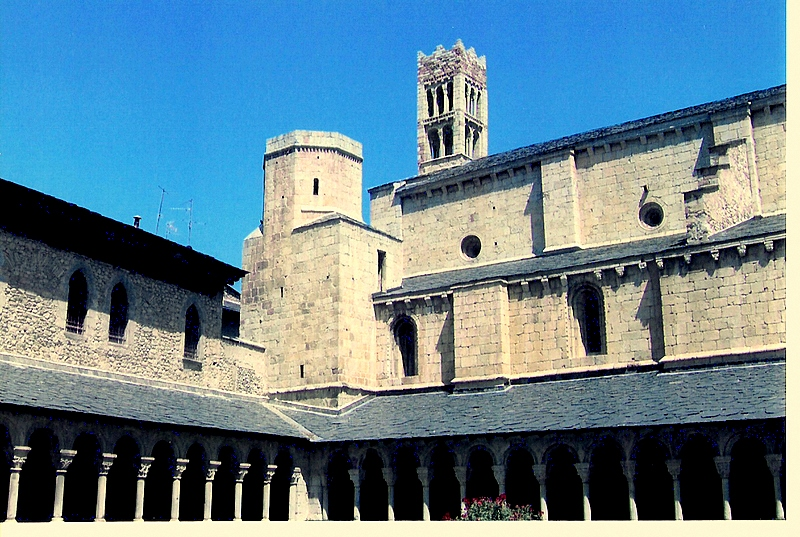
Vista des de l'interior del claustre

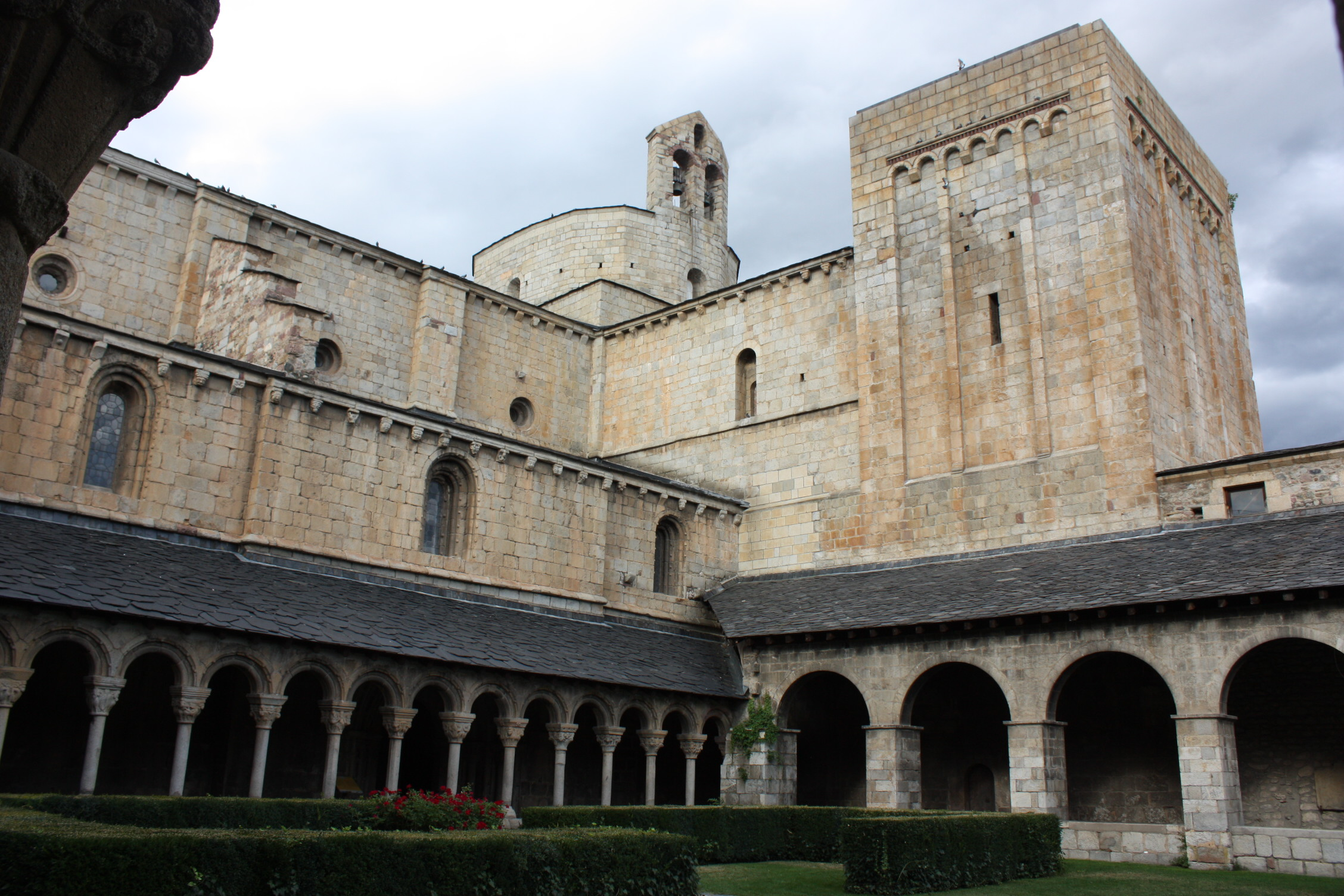
Vista de la galeria barroca del claustre

El claustre està situat al costat meridional de la catedral. Afecta un pla lleugerament rectangular, quasi quadrat, i consta d'una sola filera de columnes en cada galeria acabada per pilars als angles, l'amplada de cada ala és d'uns 4 metres i la coberta és de fusta ben motllurada. Les arcades tenen els voravius arrodonits i s'allotgen sota arquivoltes amb cantells escociats decorats amb boles que arrenquen de les impostes.
El claustre no és la galilea que es construí entre 1083 i 1119 enfront de la catedral, fou construït posteriorment a la catedral tot i que estava previst només construir un porxo davant la porta lateral. Hom creu que no és molt posterior si es té en compte la continuïtat de treball escultòric que fa evident la presència dels mateixos obradors. A les primeries del segle xiii i des del 1245 són constants les sepultures dins del seu recinte, cosa que fa suposar que fou acabat poc abans d'aquesta data.
Part del claustre es va enderrocar l'any 1603, concretament la galeria oriental i es va substituir per grans ares de pedra, formant unes grans arcades d'estil neoclàssic amb arcs de mig punt realitzats pels mestres d'obra Francisco Bolet i Pedro Boria. La resta s'havia de renovar el 1781 amb un projecte encarregat a Antoni Cabot per part del capítol catedralici, en el qual es presentava també l'enderroc de la galeria realitzada el 1603, per aconseguir una unió estètica global de tot el claustre. L'execució de les obres es van anar ajornant, fins que l'ocupació de la Seu d'Urgell per part de les tropes franceses el 1794 va fer que el projecte finalment no es dugués a terme.
El claustre és d'una harmonia total i forma un conjunt simple que es mou dintre d'un pati recollit i ample en el qual les galeries adquireixen esveltesa i majestat per les excel·lents proporcions dels elements que les integren. Els múltiples arcs reposen cadascun sobre una sola columna, i aquestes, per la base, sobre un mur sòlid i simple de 66 cm d'alçària per 60 d'amplada. Els arcs entre columna i columna són ben treballats, amb panets i motllures diverses. Les bases, sobre les quals s'enlairen les columnes cilíndriques, són totes iguals, i entre elles s'intercalen solament tres bases de secció octogonal. Les impostes són de motlluratge llis i rarament van decorades.

#### Els capitells

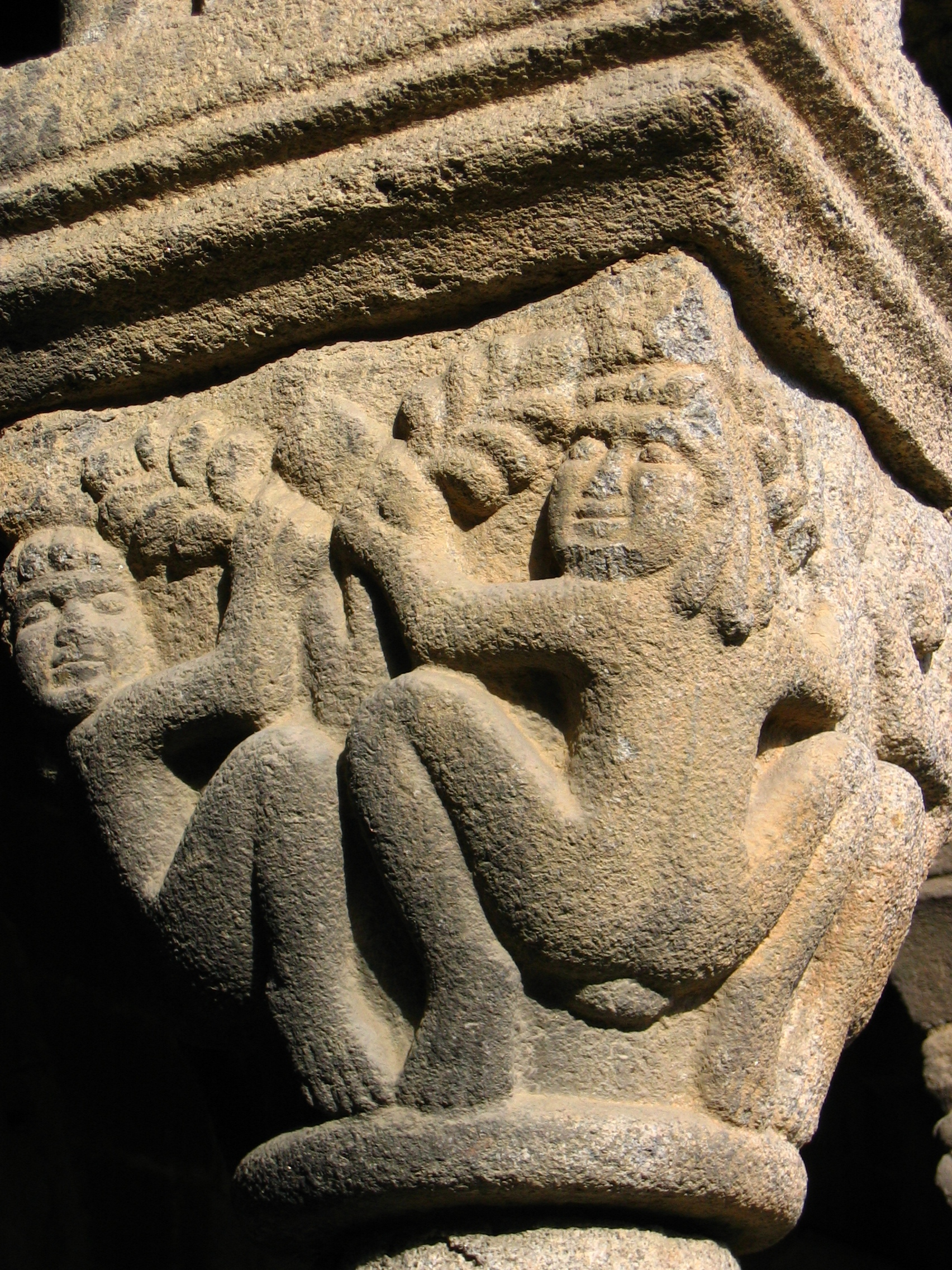
Un dels capitells amb motius zoomòrfics.

Hi ha cinquanta capitells als arcs del claustre. Estan esculpits amb gran rusticitat a causa de la resistència de la pedra granítica. Tenen una total absència de motius evangèlics i historiats, i hi ha unitat artística comparat amb la resta de decoració de la catedral d'Urgell, els picapedrers rossellonesos que intervingueren en l'obra també van deixar el seu rastre al claustre desaparegut del monestir de Sant Sadurní de Tavèrnoles, pròxim a la Seu d'Urgell a Anserall, i que es conserven al Maricel de Sitges.
Vint-i-tres capitells són purament ornamentals, i els vint-i-set restants són figurats. Cadascun d'ells té una composició acuradíssima, a base de combinacions dels diversos motius vegetals, zoomòrfics i de figures humanes, evitant tota representació històrico-evangèlica, com si l'obra hagués estat deixada a la iniciativa dels escultors segons els models ornamentals que ells tenien a mà.

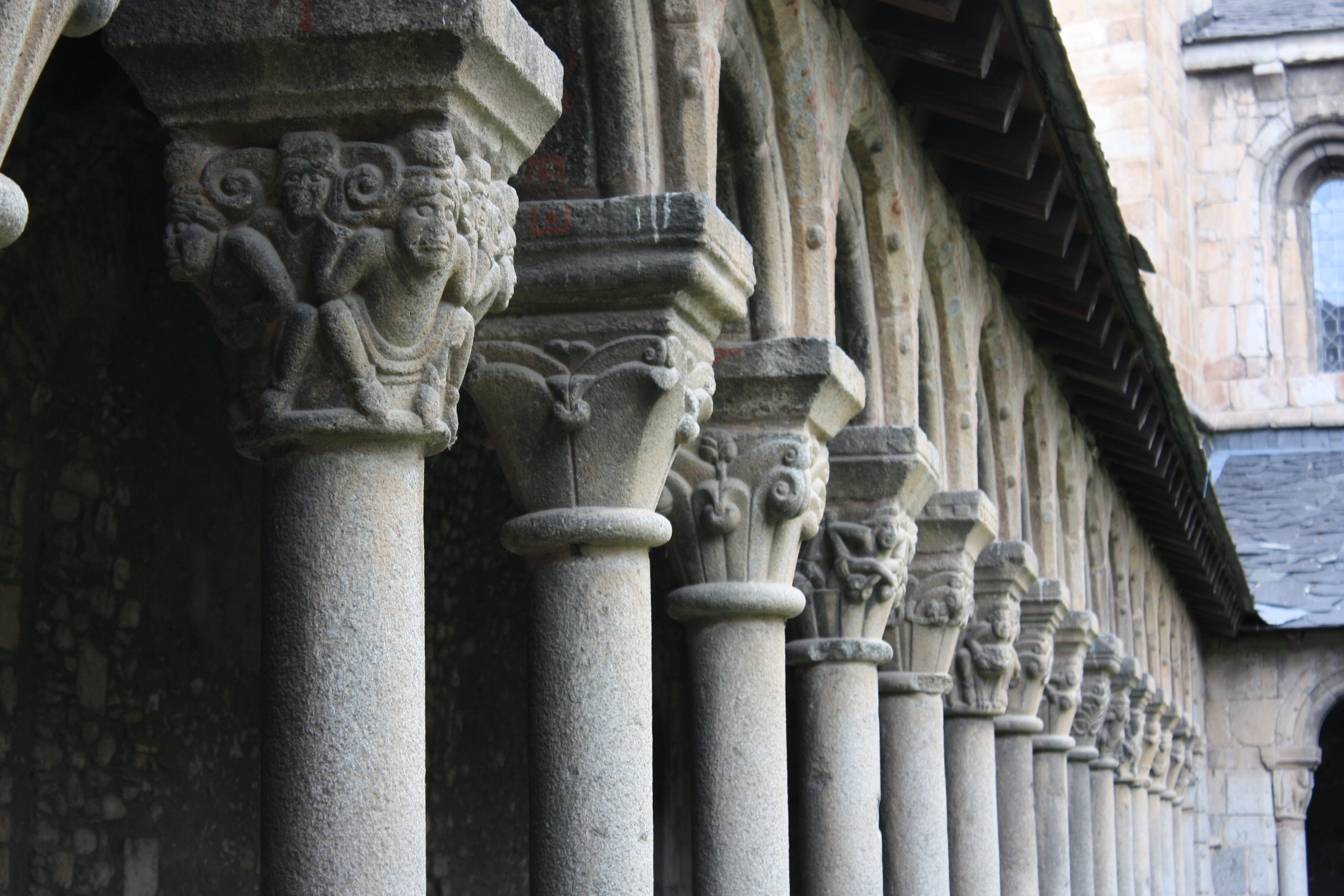
Columnes del claustre.

Entre els capitells figurats només n'hi ha un que recorre al tema dels grius i de les harpies i dos al de les àguiles. La fauna preferida és la dels lleons, que es prodiguen a les escultures de la façana i a part dels capitells de l'església. Lleons aïllats o afrontats o reduïts a les testes que emergeixen d'entre fullatges; lleons simètrics entre personatges, rosegant els genolls de figures humanes assegudes o engolint llurs testes.
La temàtica més característica és la que respon a les figuracions de personatges arrupits, vestits o nus, que, si bé deriven de l'home que abraça les tiges dels fullatges, es fan independents d'aquests i enlairen els braços a la manera dels atlants, o bé deixen reposar les mans sobre els genolls i es transformen en simis ridículs o en diables alats. En altres exemplars, els personatges només treuen el tors sobre un fris inferior de fulles en les quals estintolen les mans, malgrat que també les aixequen o se les posen a la cintura. Enmig de semblant diversitat, s'intercala la intromissió d'una figura femenina nua que l'escultor ha representat girada d'esquena i amb la testa mirant enrere, abraçada al volum del capitell o amb la testa engorjada a la borca d'un lleó. Excepcionalment, comparteix un capitell que representa uns músics sonant un instrument de corda.

### Museu Diocesà d'Urgell

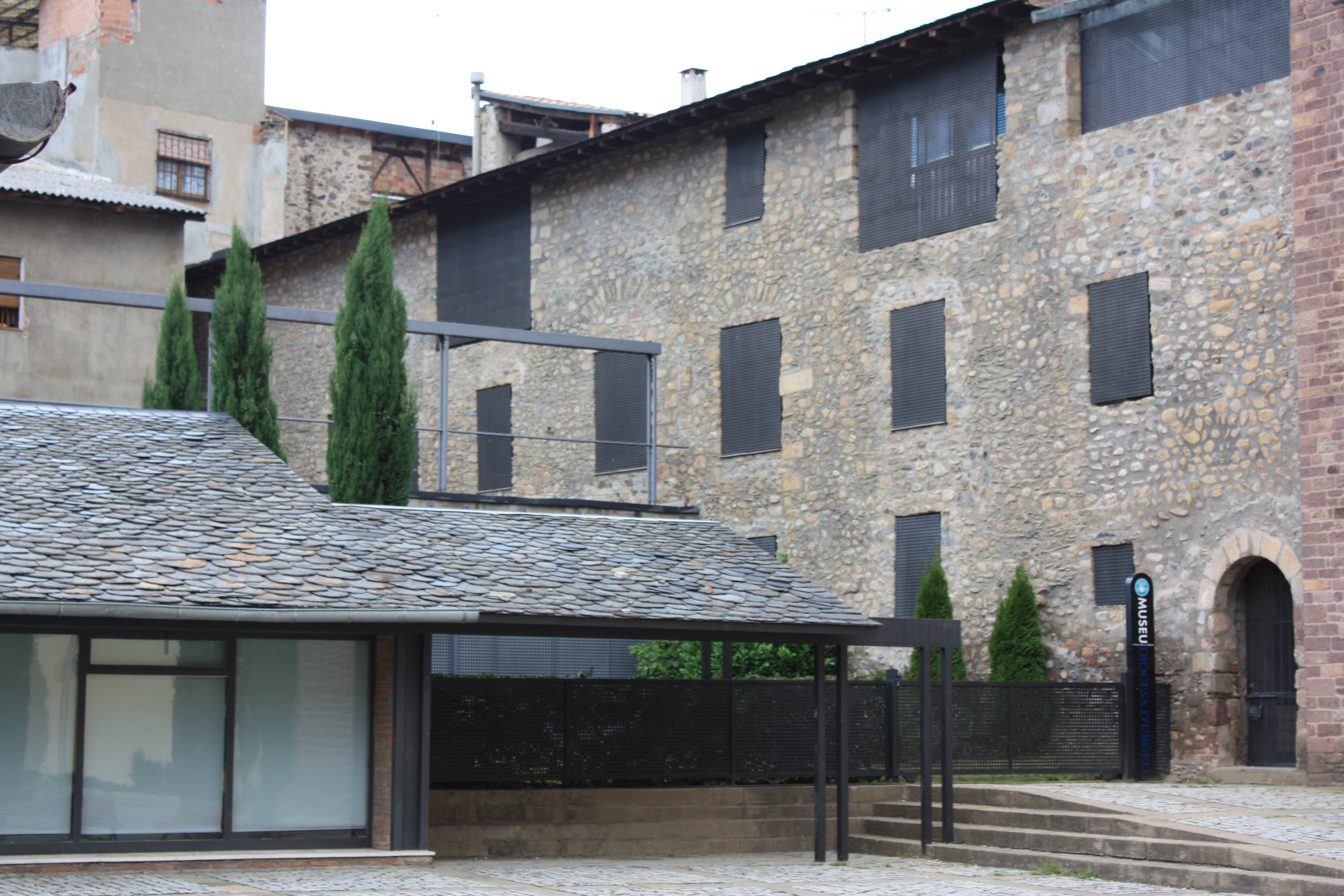
Façana del carrer de la Casa del Deganat.

El museu alberga obres de tota la diòcesi i es va obrir l'any 1957 ubicat a l'església de la Pietat, en temps del bisbe Ramon Iglésias i Navarri. Posteriorment entre el 1981 i 1983 es va ampliar a través de la Casa del Deganat. Una de les obres més importants és el Beatus de la Seu d'Urgell, còpia del Beatus de Liébana del segle x, que tracta temes com l'apocalipsi.
Hi ha obres del segle x al segle xviii, entre elles, destaquen algunes obres del romànic com les marededéus de Cortscastell, Caregue i Ginestarre, el Crist d'Olp, les pintures murals d'Estaon, Isavarre i Baltarga. Del gòtic, el retaule dels Goigs de la Verge d'Abella de la Conca.

### Església de Sant Miquel

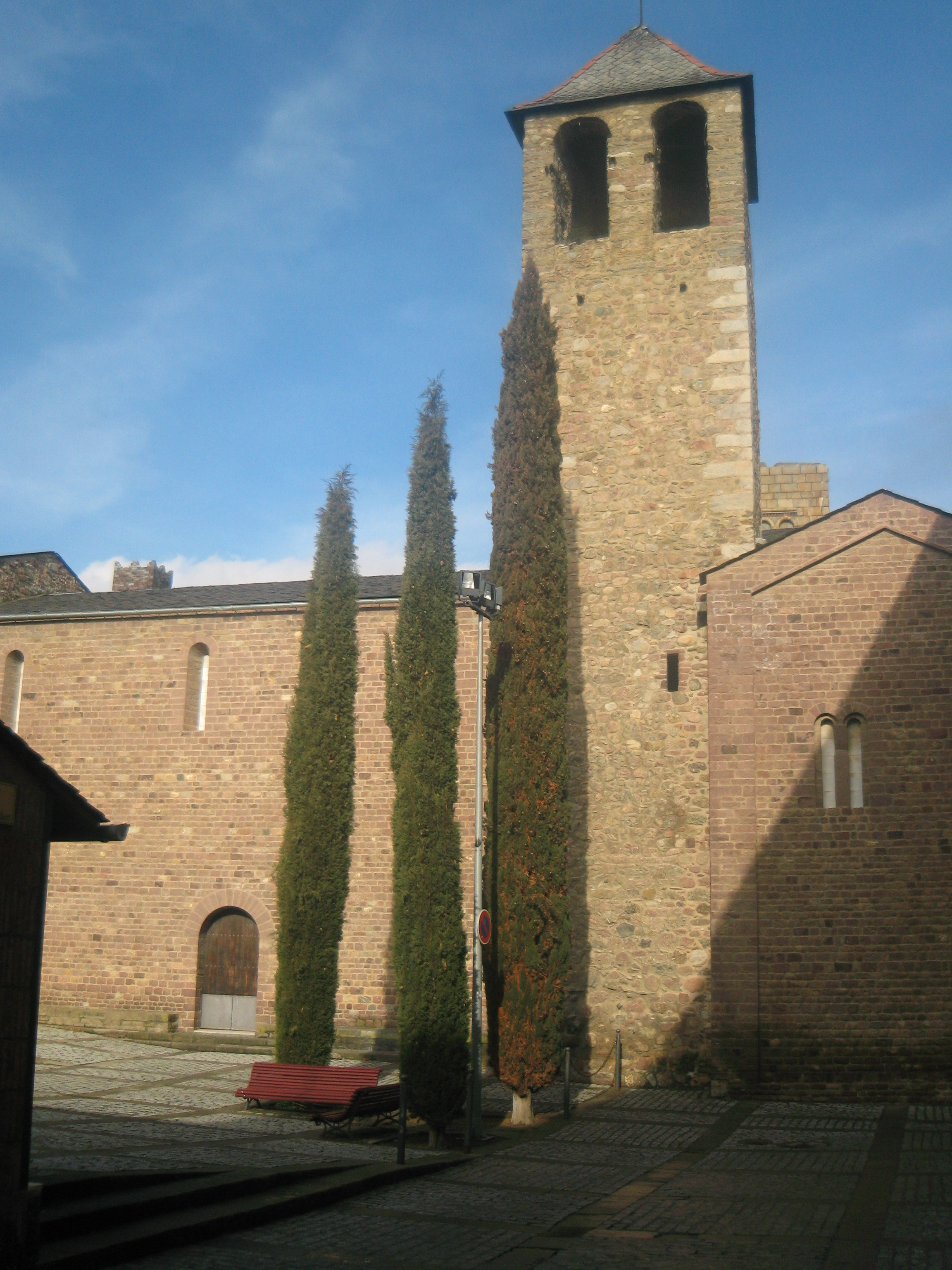
L'església al costat del [https://museucatedralseudurgell.org/ Museu Catedral de la Seu d'Urgell

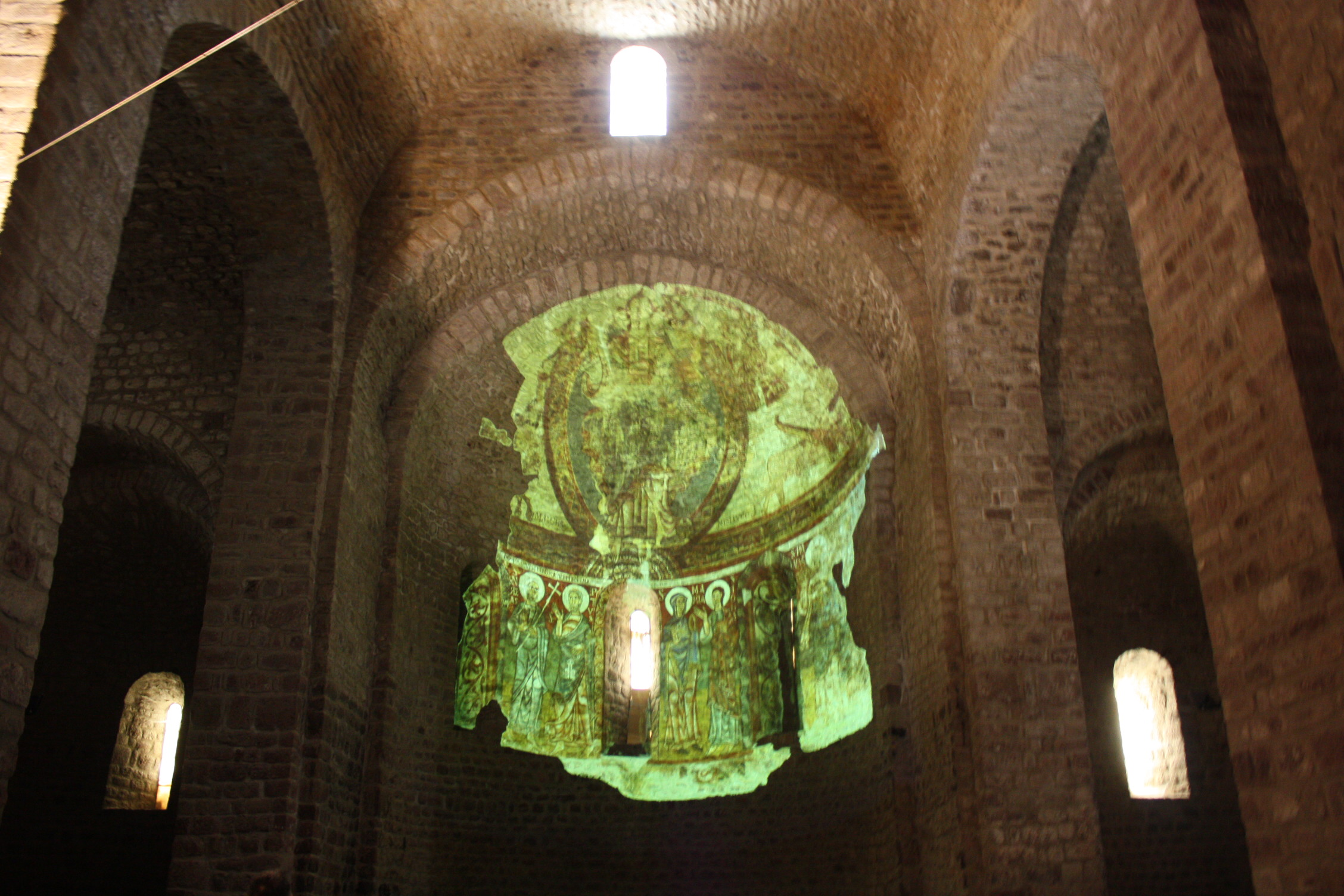
Reproducció de les pintures de l'absis, les originals es troben al MNAC

L'església de Sant Miquel és una església de silueta mordenca amb un campanar en punxa, nau única coberta de fusta, tres absis i abovejada amb arcuacions lombardes. Consagrada amb el nom de Sanctus Petrus de Sede, Sant Pere de la Seu, al segle x va ser reconsegrada posteriorment per advocar a Sant Miquel. L'actual edifici va ser construït entre l'any 1055 i 1092, segle xi, sent l'església més antiga del conjunt catedralici i l'única que ha arribat als nostres dies del conjunt monumental construït per Sant Ermengol.
Al Museu Nacional d'Art de Catalunya, a Barcelona, es troben els retaules de Sant Ermengol i Sant Ot, les pintures murals romàniques del seu absis central, centrades per la figura del Pantocràtor i nou taules gòtiques.
L'anomenat Absis de la Seu d'Urgell data del segon quart de segle xii i es trobava a l'absis central de l'església de Sant Miquel, les quatre figures centrals del semicilindre són Andreu, Pere, Maria i Joan i sobre elles el gran Pantocràtor. Les pintures originals estan custodiades al MNAC, mentre que a l'absis de l'església es mostra una reproducció.

### Altres esglésies
Hi ha un total de quatre esglésies més, només dues d'empeus: Sant Domènec i la Pietat (segle XIV), restes de l'església de Santa Eulàlia i l'església del Sant Sepulcre, que és citada per primera vegada el 1045 però no se'n coneix la ubicació.
L'església de Sant Domènec, anteriorment dedicada a Sant Miquel, es troba al costat septentrional. És d'estil gòtic i del segle xv. En el seu indret es trobava una església dedicada a Sant Miquel amb una nau coberta amb embigats de fusta i els santuaris amb volta. Al segle xv fou donada als dominics i la substituïren per una més gran. Actualment és una sala d'exposicions.
L'església de Santa Eulàlia, com la de Sant Miquel i Sant Pere, era d'una nau. La documentació més antiga data del segle xi i sembla que va ser capella de l'hospital de la ciutat. Posteriorment s'hi va construir la Casa de la Ciutat. Actualment s'hi poden veure restes de l'església juntament amb unes edificacions romanes.

## Mestres de capella
La importància de la capella musical es veu reflectida per l'important nombre de mestres de capella que va tenir i per la importància dels que en van formar part. La catedral, entre altres glòries històriques, pot vanagloriar-se d'haver tingut com a mestre de capella durant molts anys a un dels millors músics de tot el Renaixement català: Joan Brudieu (1520-1591) i en honor de qui s'anomenà el passeig central de la població i el Festival Internacional de Música Joan Brudieu.
Altres mestres de capella posteriors a Brudieu foren, a principis del segle xvii, Marcià Albareda, natural de Vic, que va ser mestre de capella des del 8 de gener del 1622 al 24 de juliol del 1626, i que després es va traslladar a la Seu de Barcelona. El va substituir Joan Arañés, que va ser mestre des del 1627 al 1635. Un altre mestre important fou Pau Marquès, que va ocupar la plaça del 1655 al 1676. Només es coneix d'en Marquès que fou un destacat polifonista. El va substituir Josep Pujolar, mestre del 1677 al 1691. S'han perdut les actes del 1691 al 1697 i es desconeix qui en va ser mestre.
A la darreria del segle xvii, l'any 1698, regentava la capella de música de la Seu el mestre i organista Isidre Serrada, que es jubilà el 15 de juliol del 1699, però continuà en el càrrec d'organista. Li prengué el torn Jaume Forcada el 1700, sense passar oposicions gràcies als informes favorables de Felip Olivelles -mestre de capella del Palau de la Comtessa de Barcelona- i dels canonges Joseph Asprer -ardiaca d'Andorra- i Joseph Llupia.
Els anys 1707 i 1708, la plaça va quedar vacant. Gabriel Argany en va ser el mestre llavors fins al 1712. Argany venia de la Seu de Lleida, on també hi havia estat mestre de capella. El succeí Josep Forto fins al 1718. A continuació en va ser mestre Francesc Andreu fins al 1748. A mitjan segle xviii ho va ser Maurici Espona, natural de Manresa i també provinent de la seu de Lleida. L'any 1780 hi havia en Jaume Balius i el 1791 en Bru Pagueras.

## Galeria d'imatges

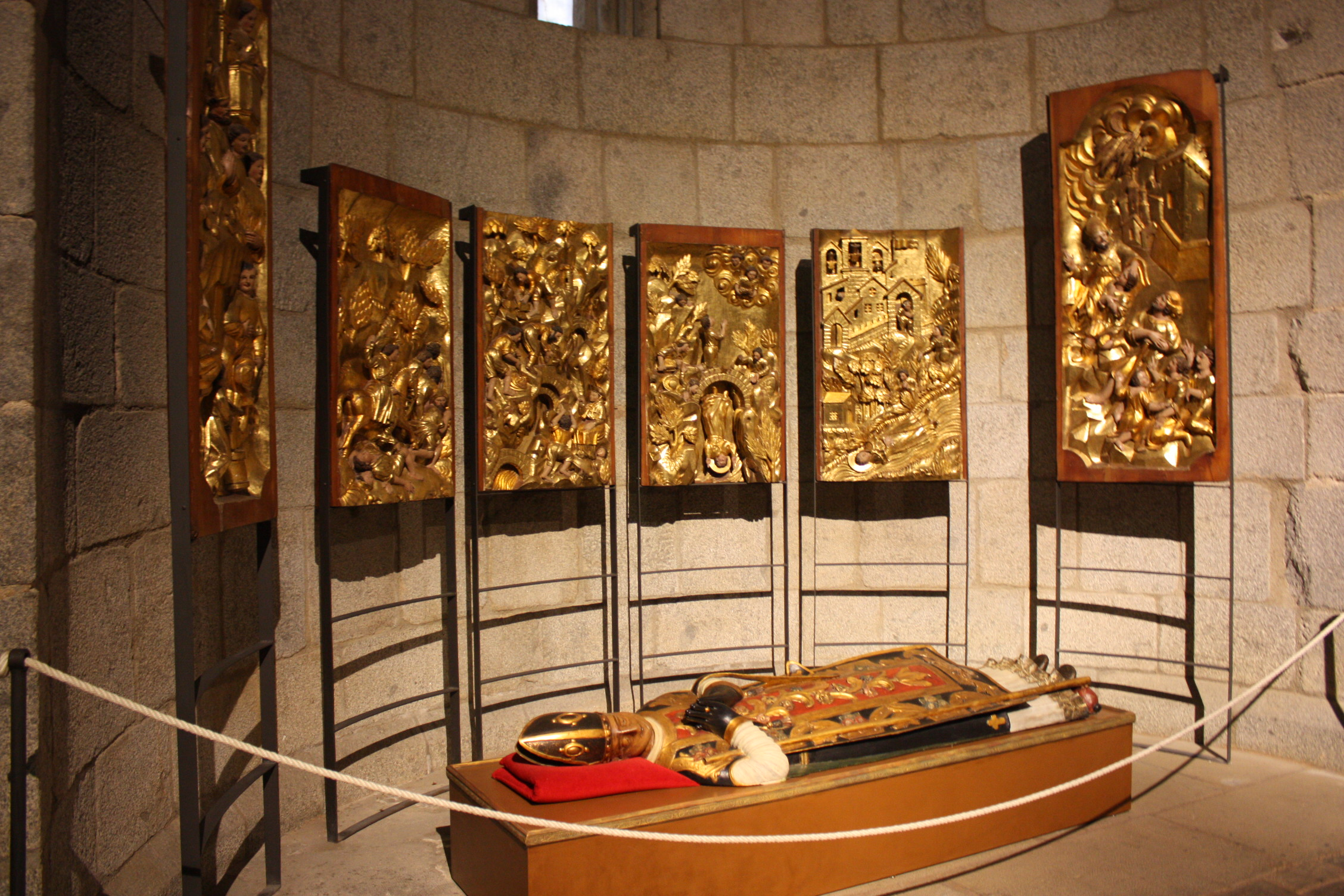
Retaule de Sant Ermengol.
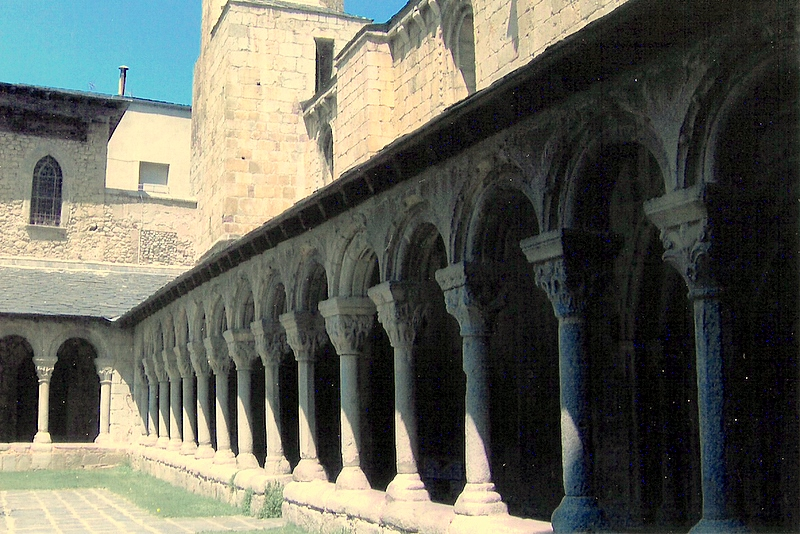
Capitells del claustre.
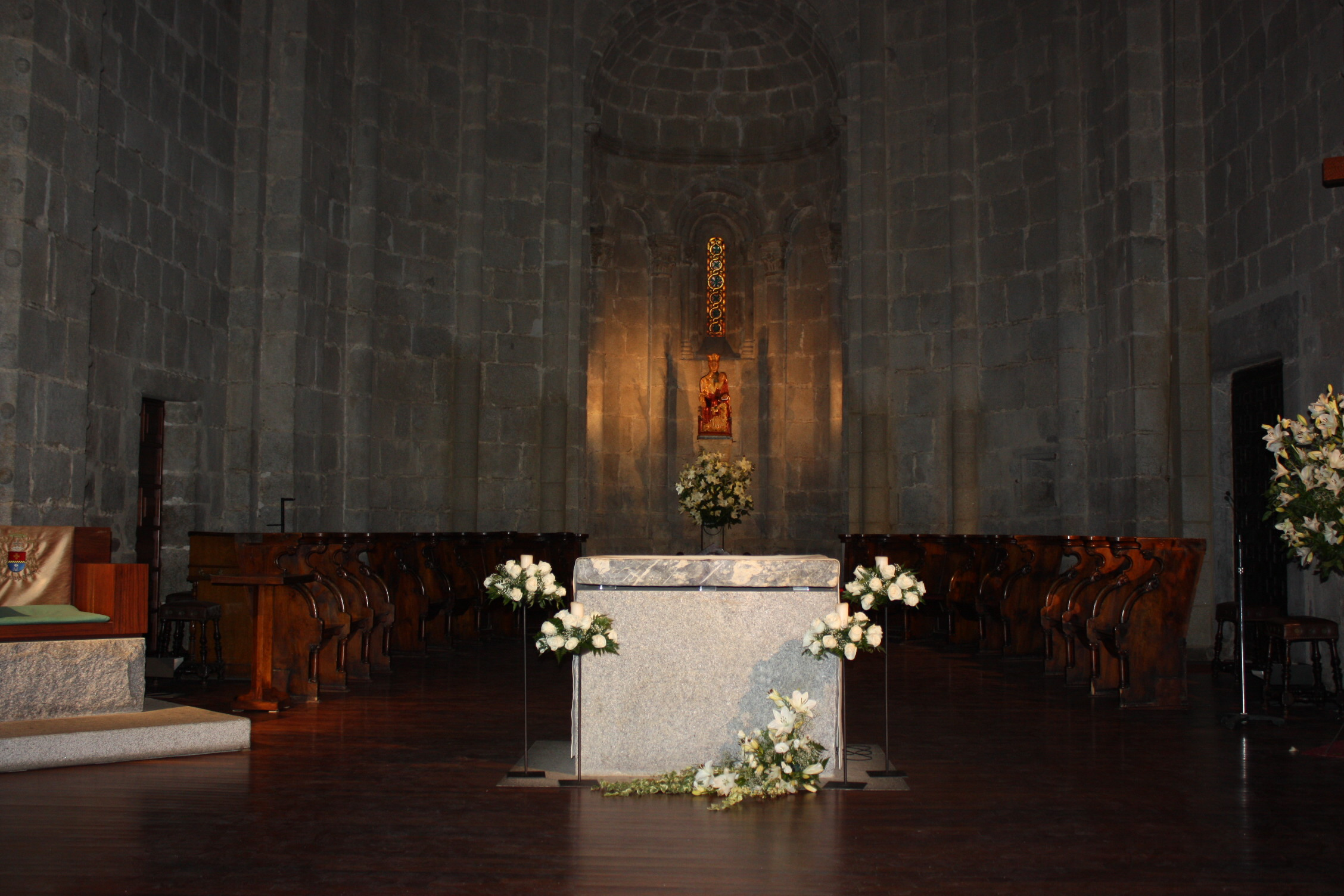
Altar, amb l'ara paleocristiana i la mare de déu.
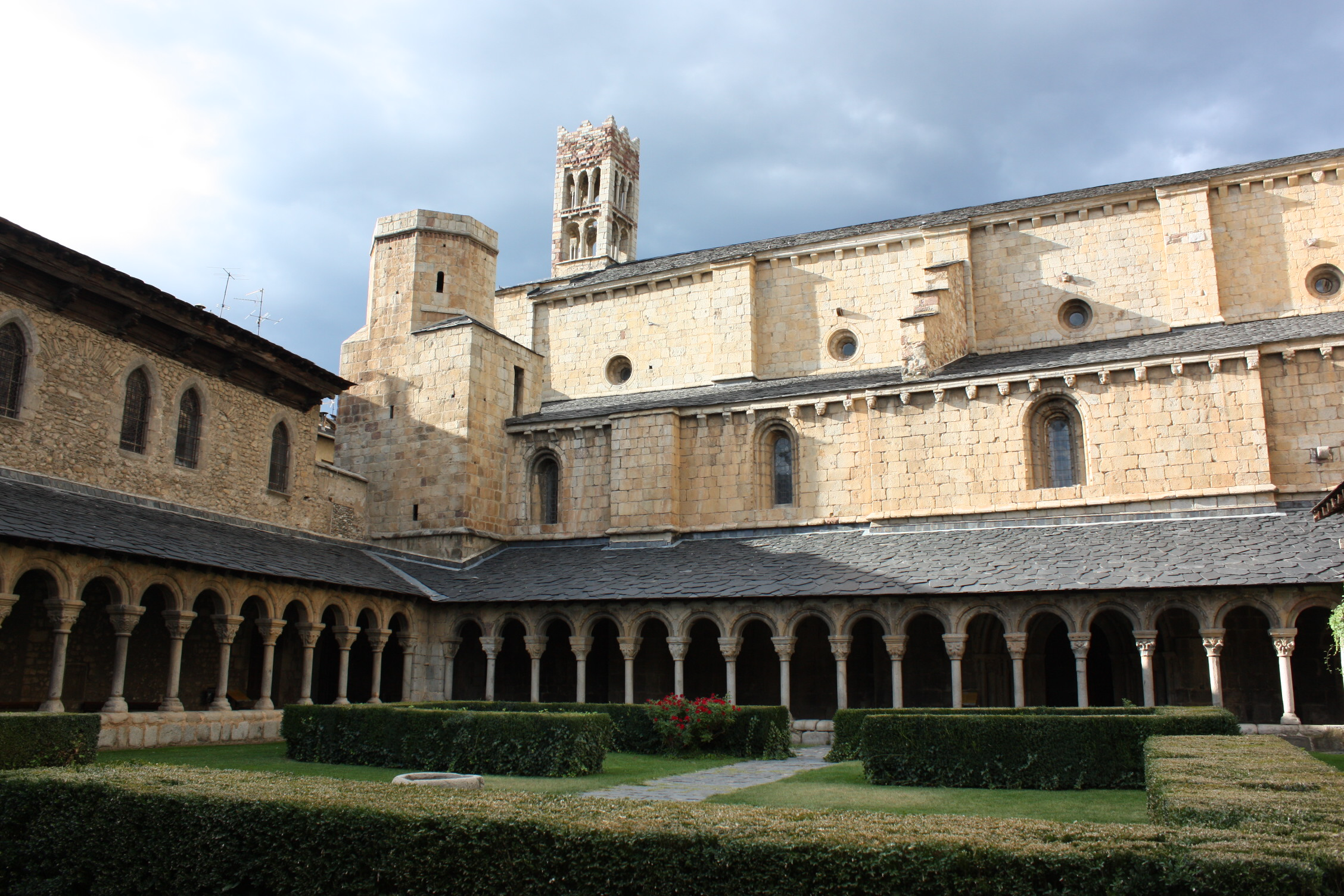
Claustre i torre del campanar.
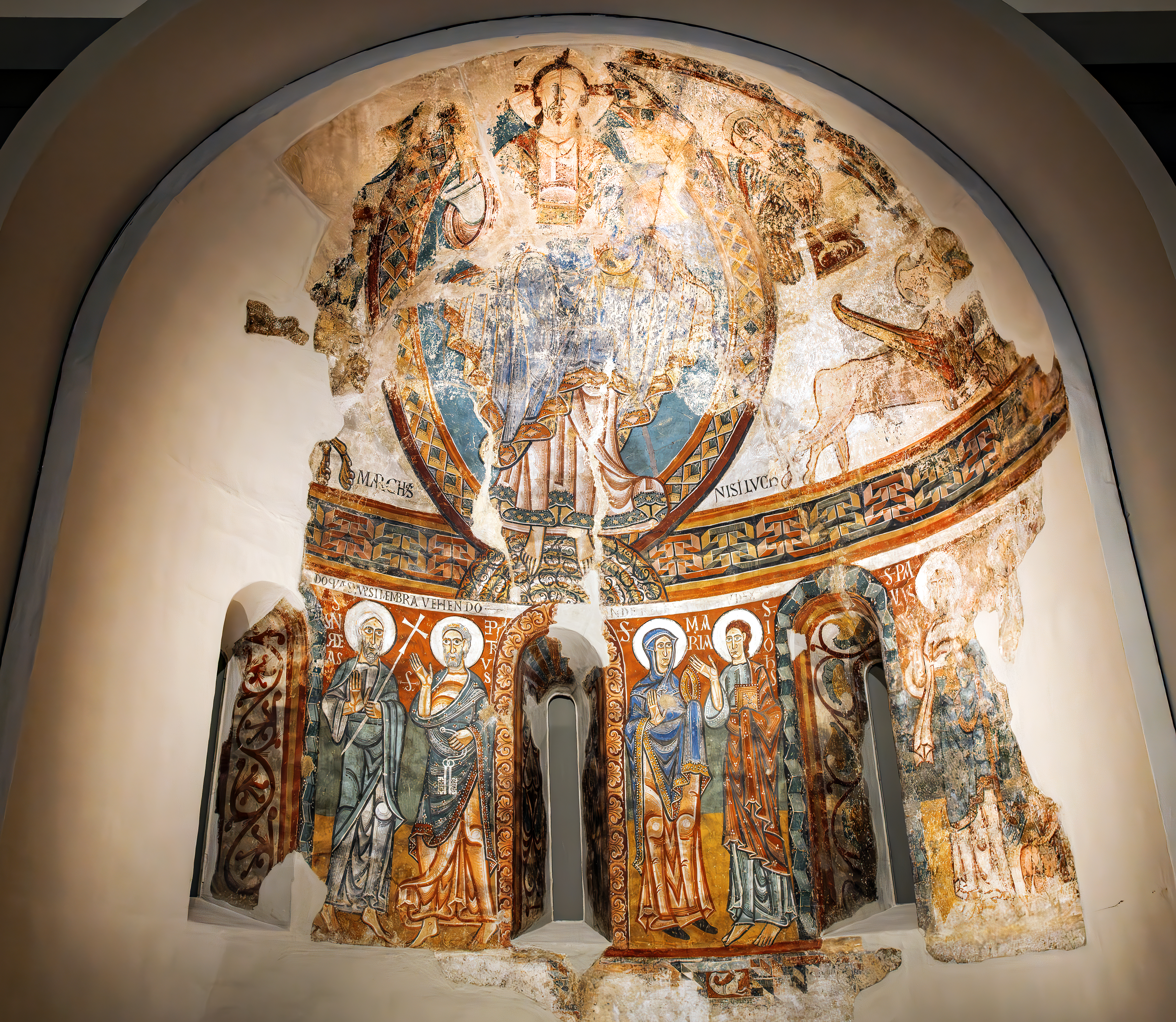
Pintures originals, al MNAC, de l'absis de Sant Miquel.